# Aston Villa
Aston Villa (offiziell: Aston Villa Football Club) – auch bekannt als (The) Villa und The Villans – ist ein englischer Profifußballverein aus dem Birminghamer Vorort Aston, der nach 3 Jahren in der EFL Championship seit 2019/20 wieder in der Premier League spielt. Gegründet im Jahr 1874, spielt der Verein seit 1897 im Villa Park. Aston Villa war Gründungsmitglied sowohl der 1888 ins Leben gerufenen Football League als auch der 1992 gegründeten Premier League. Seit dem Ende der 1960er Jahre wurde der Klub lange durch seinen Vorsitzenden, den Millionär Doug Ellis, geprägt, bevor die Übernahme durch den US-amerikanischen Unternehmer Randy Lerner 2006 eine neue Ära einleitete. Nach dem Abstieg aus der Premier League in der Saison 2015/16 verkaufte Lerner den Verein an den chinesischen Geschäftsmann Xia Jiantong. Im Juli 2018 verkaufte dieser 55 % der Anteile wiederum an die ägyptische Firma NSWE, die den Milliardären Nassef Sawiris und Wes Edens gehört. 2019 wurde bekannt, dass diese anschließend auch die restlichen Minoritätsanteile von Xia Jiantong am Klub übernommen haben.
Als einer der ältesten englischen Fußballvereine überhaupt wurde Aston Villa siebenmal englischer Meister und gewann siebenmal den FA-Cup. Zudem wurde Villa in der Saison 1981/82 zu einem von bisher sechs englischen Fußballklubs, die den Europapokal der Landesmeister gewannen. Gemessen an der Summe der Titel in den einheimischen Wettbewerben ist Aston Villa mit 20 Trophäen der vierterfolgreichste Verein der englischen Fußballgeschichte, wobei die Mehrzahl der Triumphe aus der Zeit vor dem Zweiten Weltkrieg stammt und der letzte Titel von 1996 datiert.
Mit dem Stadtkonkurrenten Birmingham City verbindet Aston Villa eine traditionsreiche Rivalität. Diese ist deutlich größer als zu West Bromwich Albion, das geografisch näher an Aston gelegen ist. Die Derbys zwischen Aston Villa und Birmingham City sind als „Birmingham Derby“ oder als „Second City Derby“ bekannt und gehen bis in das Jahr 1879 zurück.
Die traditionellen Farben von Aston Villa bestehen aus weinroten Trikots mit himmelblauen Ärmeln, weißen Hosen und himmelblauen Stutzen.

## Geschichte

### Von 1874 bis 1879: Gründung des Vereins von „Villa-Cross“-Cricketspielern

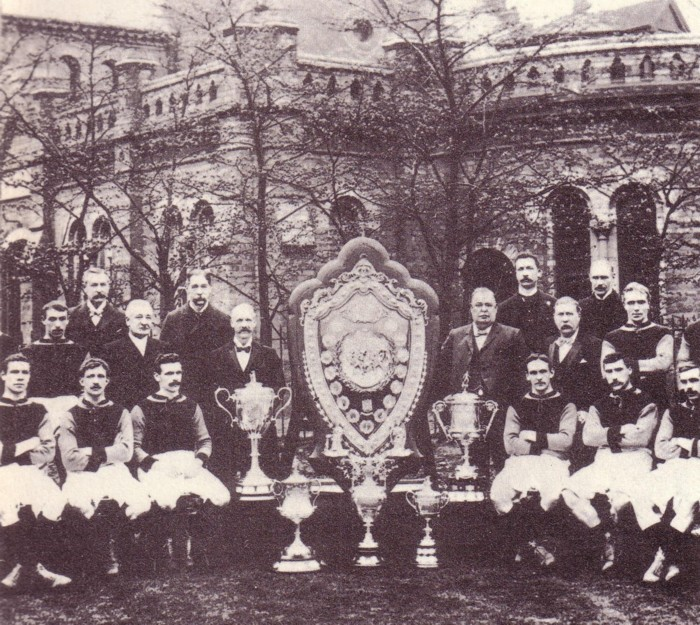
Die erfolgreiche Mannschaft von Aston Villa gegen Ende des 19. Jahrhunderts.

Der Aston Villa Football Club wurde im März 1874 von Mitgliedern der methodistischen „Villa-Cross-Wesleyan“-Kirche im jetzigen Birminghamer Vorort Handsworth gegründet. Dabei lag die Gründung des Fußballvereins darin motiviert, dass die Cricketspieler von „Villa Cross“ nach neuen Möglichkeiten suchten, sich in den Wintermonaten fit zu halten und aus diesem Grund den damals noch sehr jungen Fußballsport auserwählten. Als die vier Gründungsväter von Aston Villa gelten Jack Hughes, Frederick Matthews, Walter H. Price und William Scattergood, wobei Price als erster Mannschaftskapitän in die Vereinschronik einging. Die Suche nach einem geeigneten Gegner gestaltete sich jedoch schwierig, da Birmingham als Rugby-Hochburg galt und die Teams aus Wolverhampton als zu leistungsstark eingestuft wurden. So trat Aston Villa in der ersten Partie zunächst gegen das heimische Rugbyteam Brook St. Mary’s an. Die beiden Mannschaften agierten dabei in der ersten Halbzeit nach Rugbyregeln, bevor sie in der zweiten Spielhälfte auf die „Sheffield-Regeln“ des Fußballs umstellten. Nachdem die erste Hälfte noch in einem punkt- und torlosen Gleichstand geendet hatte, schoss Jack Hughes den historisch gesehen ersten Treffer des Vereins, der zugleich das Spiel entschied.
Zu weiteren Begegnungen mit anderen Mannschaften kam es vorerst nicht; erst im nächsten Jahr folgten neue Spiele. „Aston Unity“ und „St. George’s Excelsior“ wurden zu regelmäßigen Gegnern in dieser Zeit und mit Unity duellierte sich Villa im Cricket sogar noch jährlich bis in die 1960er Jahre hinein. Die Heimspiele fanden hauptsächlich im Aston Park statt und nur wenige in den nahe gelegenen Aston Lower Grounds, wo sich heute der Villa Park befindet. Der Fußball besaß in dieser Gegend noch keinen erhöhten Stellenwert und so wurde das Gelände mit anderen Sportlern und Sportarten geteilt. Beispielsweise absolvierte der berühmte englische Cricketspieler W. G. Grace mit der englischen Auswahl ein Länderspiel gegen Australien, das sich zu diesem Zeitpunkt auf einer Tournee befand und England in weniger als vier Stunden besiegte.
Im Aston Park erschien um 1876 mit dem 21-jährigen George Ramsay ein Schotte, der fortan zum ersten Starspieler des Vereins aufstieg. Nachdem er bei einem Probespiel die jungen Villa-Spieler mit seinen Dribbling-Fähigkeiten überzeugt hatte, nahm der Klub ihn auf und übergab ihm die Rolle des Mannschaftskapitäns. Auch außerhalb des Spielfelds engagierte sich Ramsay fortan für den Klub und suchte eigenständig nach Verstärkungen für die Mannschaft. Dazu zählte mit Archie Hunter im Jahr 1878 ein weiterer Schotte, dessen hohes Renommee sich noch über ein Jahrhundert später in der Berufung in die „Football League 100 Legends“ niederschlug. Im Jahre 1880 schlug Aston Villa angeführt von George Ramsay im Endspiel vor 6.000 Zuschauern in den Aston Lower Grounds das Saltley College mit 3:2 und gewann dadurch mit dem Birmingham Challenge Cup den ersten Titel.
In der Perry-Barr-Spielstätte, die der Verein seit 1876 regelmäßig benutzte, zeigte sich nun eine deutlich verbesserte und professionell agierende Fußballmannschaft, die sich in dieser Zeit einen großen Vorteil gegenüber der regionalen Konkurrenz erarbeitete. Das eingegrenzte Gelände in Perry Barr ermöglichte zudem Zuschauereinnahmen in einer Höhe, die die finanziellen Voraussetzungen für den nationalen Aufstieg des Vereins in den 1880er Jahren bildeten.

### Von 1879 bis 1890: Aufstieg zu einer bedeutenden Größe

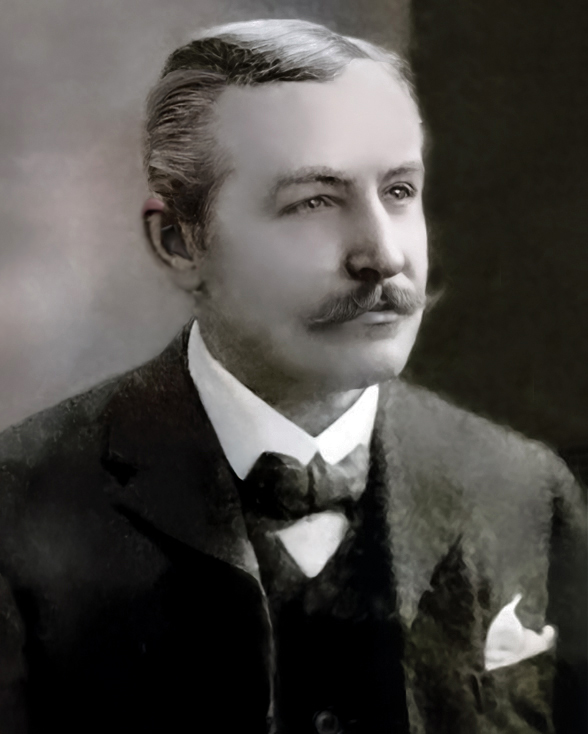
George Ramsays Trophäenausbeute von sechs Meisterschaften und sechs FA Cups machte Aston Villa zum erfolgreichsten Verein Englands. Er wurde als der erste bezahlte Fußballmanager der Welt bezeichnet.

In der Saison 1879/80 trat der Klub erstmals im FA Cup an und sollte nach einem 3:1-Erfolg gegen Stafford Road Works bei der damals erfolgreichen Auswahl der Universität Oxford antreten. Vermutlich um Reisekosten zu sparen und da der eigenen Mannschaft nur geringe Siegchancen zugetraut wurden, entschied die Vereinsführung, zu dieser Partie nicht anzutreten. Zu Beginn des neuen Jahrzehnts bestritt der Verein einige Freundschaftsspiele gegen starke Gegner. Dabei stand nach einem 4:1-Sieg gegen das schottische Heart of Midlothian im Jahr 1881 in der darauf folgenden Spielzeit ein Besuch in Glasgow beim FC Queen’s Park auf dem Programm. Der damalige „Primus“ des schottischen Fußballs siegte mit 4:1 und hinterließ mit seinem innovativen Passspiel einen derartig großen Eindruck, dass dieses „Passing game“ künftig die Spielweise von Aston Villa maßgeblich prägte. Die zunehmende Bedeutung des Klubs im englischen Fußball wurde zudem mit der Nominierung von Howard Vaughton und Arthur Alfred Brown deutlich, die beim 13:0-Sieg der Auswahl Englands am 18. Februar 1882 gegen Irland als erste Villa-Akteure zu Länderspielen kamen und gemeinsam neun Tore beisteuerten.
Spätestens ab 1883 drängten immer mehr professionelle Spieler in den englischen Fußball. Zuvorderst unterstützte Preston North End diese Entwicklung und lockte zahlreiche hochkarätige zumeist schottische Fußballer in den Verein. Diese Entwicklung vom reinen Amateursport hinweg sollte sich für Aston Villa als günstig herausstellen, da in der Industriestadt Birmingham ein beachtliches Potential für eine zahlreiche Anhängerschaft vorhanden war. Mit vergleichsweise hohen Einnahmen aus den Eintrittsgeldern war der Verein so in der Lage, die neuen Profispieler angemessen zu bezahlen. Im FA Cup blieben die großen Erfolge aber noch weitgehend aus und der Verein verabschiedete sich in der vierten Runde mit einer deutlichen 1:6-Niederlage gegen den FC Queen’s Park – die Teilnahme von schottischen Teams im „englischen“ FA Cup war zu dieser Zeit üblich.
Nachdem der englische Fußball ab 1885 endgültig Profistrukturen entwickelt hatte, gewann der Klub 1887 erstmals den FA Cup, wobei die Mannschaft beim 2:0-Finalsieg gegen West Bromwich Albion im Stadion The Oval von Archie Hunter als Kapitän auf das Spielfeld geführt wurde. Dabei hatte der Klub auf dem Weg ins Finale zunächst Wednesbury Old Athletic mit 13:0 besiegt und damit den bis heute höchsten Pflichtspielsieg eingefahren. Nach einem 6:1-Erfolg gegen Derby Midland benötigte Villa vier Spiele – also drei Wiederholungspartien – bis zum 2:0-Sieg über die Wolverhampton Wanderers. Einem Freilos und zwei weiteren Siegen mit 5:0 gegen den FC Horncastle und 3:2 gegen den FC Darwen folgte das Halbfinal-Duell gegen die Glasgow Rangers. Obwohl sich die Rangers mit Leihspielern des FC Queen’s Park und von Hibernian Edinburgh verstärkt hatten, gewann Villa die in Crewe ausgetragene Partie mit 3:1. Im Endspiel war Villa gegen Albion in der Außenseiterrolle. Dennoch schoss Flügelspieler Dennis Hodgetts nach einer torlosen ersten Halbzeit die Villans zur 1:0-Führung, wobei der gegnerische Torhüter Bob Roberts wegen einer vermeintlichen Abseitsstellung keine Reaktion beim Torschuss selbst zeigte. Der zweite Treffer zum 2:0-Endstand resultierte aus einem absichtlichen Foulspiel von Archie Hunter an Roberts. Derartige Angriffe gegen den Torwart waren nach dem Regelwerk nicht verboten und so war der Torschuss des am Boden liegenden Hunter regelkonform. Am folgenden Samstag besiegte Villa in Birmingham den schottischen Pokalsieger Hibernian Edinburgh mit 3:0 und nahm dadurch inoffiziell den Titel als weltweit beste Mannschaft für sich in Anspruch.
Pokal-Siegermannschaft 1887
| Aston Villa – West Bromwich Albion 2:0 (0:0) | |  |
| Austragungsort                               | The Oval, 2. April 1887, 15.500 Zuschauer |  |
| Aufstellung                                  | Jimmy Warner, Frank Coulton, Joseph Simmonds, John Burton, Frederick Dawson, Harry Yates, Richmond Davis, Albert Brown, Archie Hunter, Howard Vaughton, Dennis Hodgetts |  |
| Trainer                                      | George Ramsay |  |
| Tore                                         | 1:0 Dennis Hodgetts (60.), 2:0 Archie Hunter (89.) |  |

Die anschließende Spielzeit 1887/88 war weniger erfolgreich und der Titelverteidiger scheiterte daheim mit 1:3 in der fünften Runde des FA Cups vor der damaligen Rekordkulisse von 27.000 Zuschauern an Preston North End. Vor diesem Spiel der damals mutmaßlich besten beiden Mannschaften Englands hatte Aston Villa mit einem 4:0-Sieg in der zweiten Runde gegen „Small Heath“ erstmals das Derby gegen den später als Birmingham City bekannten Lokalrivalen gewonnen.
| Aston Villa in der Football League |      |       |        |             |
| Saison                             | Liga | Platz | Punkte | Torquotient |
| 1888/89                            | 1    | 2/12  | 29     | 1,419       |
| 1889/90                            | 1    | 8/12  | 19     | 0,843       |

Trotz des Pokalerfolgs im Vorjahreswettbewerb war der schottische Vereinsdirektor und Tuchhändler William McGregor sehr unzufrieden. Der Spielbetrieb bestand zumeist aus einseitigen Freundschaftsspielen und nur die wenigen FA-Pokalspiele garantierten gelegentlich hohe Zuschauerzahlen. Um weiterführendes Interesse in der Öffentlichkeit zu wecken, regte er an, dass alle Spitzenvereine – wie die Baseballmannschaften in den Vereinigten Staaten – in einer Liga gegeneinander antreten sollten. Dazu schrieb er die zwölf führenden englischen Vereine im Norden Englands und in den Midlands an und unterbreitete ihnen den Vorschlag zur Bildung einer gemeinsamen Meisterschaftsrunde. Da McGregor ursprünglich auch schottische und walisische Vereine einbeziehen wollte, wurde die Football League nicht als „English League“ bezeichnet. Einige walisische Vereine wie beispielsweise Cardiff City schlossen sich im Gegensatz zu den schottischen Pendants später auch der Football League an.
Aston Villa war selbst schließlich eines der zwölf Gründungsmitglieder der 1888 ins Leben gerufenen Football League und schloss die erste Saison als Vizemeister hinter Preston North End ab. Eine große Enttäuschung war in dieser Spielzeit die deutliche 1:8-Drittrundenniederlage gegen die Blackburn Rovers im FA Cup, die bis heute als höchste Pokalniederlage in der Vereinsgeschichte Bestand hat.

### Von 1890 bis 1915: Die goldene Zeit im Viktorianischen Zeitalter und in der Edwardianischen Epoche
| Aston Villa in der Football League |      |       |        |             |
| Saison                             | Liga | Platz | Punkte | Torquotient |
| 1890/91                            | 1    | 9/12  | 18     | 0,776       |
| 1890/91                            | 1    | 9/12  | 18     | 0,776       |
| 1892/93                            | 1    | 4/16  | 35     | 1,177       |
| 1893/94                            | 1    | 1/16  | 44     | 2,000       |
| 1894/95                            | 1    | 3/16  | 39     | 1,907       |
| 1895/96                            | 1    | 1/16  | 45     | 1,733       |
| 1896/97                            | 1    | 1/16  | 47     | 1,921       |
| 1897/98                            | 1    | 6/16  | 33     | 1,196       |
| 1898/99                            | 1    | 1/18  | 45     | 1,900       |
| 1899/00                            | 1    | 1/18  | 50     | 2,200       |
| 1900/01                            | 1    | 15/18 | 30     | 0,882       |
| 1901/02                            | 1    | 8/18  | 34     | 1,050       |
| 1902/03                            | 1    | 2/18  | 41     | 1,525       |
| 1903/04                            | 1    | 5/18  | 41     | 1,458       |
| 1904/05                            | 1    | 4/18  | 42     | 1,465       |
| 1905/06                            | 1    | 8/20  | 40     | 1,286       |
| 1906/07                            | 1    | 5/20  | 44     | 1,500       |
| 1907/08                            | 1    | 2/20  | 43     | 1,305       |
| 1908/09                            | 1    | 7/20  | 38     | 1,036       |
| 1909/10                            | 1    | 1/20  | 53     | 2,000       |
| 1910/11                            | 1    | 2/20  | 51     | 1,683       |
| 1911/12                            | 1    | 6/20  | 41     | 1,206       |
| 1912/13                            | 1    | 2/20  | 50     | 1,654       |
| 1913/14                            | 1    | 2/20  | 44     | 1,300       |
| 1914/15                            | 1    | 14/20 | 37     | 0,861       |

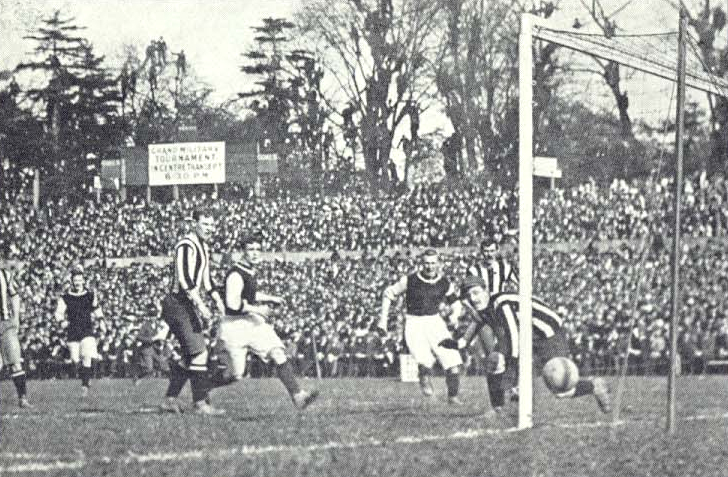
Harry Hampton als Torschütze im FA-Pokalfinale 1905 gegen Newcastle United.

Es verging nur wenig Zeit, bis Aston Villa in der Saison 1893/94 erstmals englischer Meister wurde. Dies war gleichzeitig der Beginn einer „Goldenen Ära“ und bis zum Ausbruch des Ersten Weltkrieges gewann der Verein insgesamt sechs Meisterschaften und fünf FA-Pokaltitel, darunter das Double in der Saison 1896/97, das in der Folgezeit kein anderer Verein in mehr als 60 Jahren mehr wiederholte. Der Mannschaftskapitän zu dieser Zeit war John Devey.
Da Aston Villa regelmäßig große Zuschauermengen anzog, wurde fortan eine neue Spielstätte gebraucht. Um die 25.000 Zuschauer wohnten gewöhnlich den Meisterschaftsspielen zu einer Zeit bei, in der nur noch ungefähr 20.000 Leuten das FA-Pokalendspiel besuchten. Mit Frederick Rinder führte schließlich der Finanzsekretär des Vereins im Jahr 1897 die Verhandlungen zum Kauf eines neuen Stadions an den „Aston Lower Grounds“, das erst um 1900 herum die Bezeichnung „Villa Park“ annahm, unter der es heute noch bekannt ist. Der Name wurde dabei aus dem Sprachgebrauch der eigenen Anhänger geboren; eine offizielle Namensgebung seitens des Vereins fand nie statt. Der Kauf selbst zog sich noch bis ins Jahr 1911 hinein.
Sportlich begann das 20. Jahrhundert erneut mit einer Meisterschaft für Aston Villa, aber die Lücke zwischen dem damaligen Rekordmeister und den Konkurrenten schloss sich zunehmend. Mit dem stetigen Zuwachs neuer Mannschaften wurde die Leistungsdichte im englischen Spitzenfußball enger. Villa blieb zwar auch fortan eine treibende Kraft in England, aber nach vier Siegen zu Saisonbeginn schlossen die Villans die Spielzeit 1900/01 nur auf dem viertletzten Platz ab. Zwei Jahre später hingegen wurde Villa mit einem Schlussspurt von zwölf Siegen in den letzten 15 Partien wieder Vizemeister. Vor über 100.000 Zuschauern gewann Villa 1905 im Crystal Palace National Sports Centre mit 2:0 gegen Newcastle United erneut den FA Cup; in der Meisterschaft musste Villa hingegen bis zur Saison 1909/10 auf den sechsten Titel warten. Zehn Jahre nach der letzten Meistertrophäe war vor allem ein 7:1-Sieg gegen den amtierenden Meister Manchester United Ausdruck neuer Stärke. Die Titelverteidigung war im Jahr darauf bereits greifbar nahe, bevor eine Niederlage gegen den FC Liverpool am letzten Spieltag dafür sorgte, dass Manchester United die Meisterschaft mit einem gleichzeitigen Sieg gegen den FC Sunderland noch auf der Zielgerade gewann. Der nächste Erfolg war im Jahr 1913 der mittlerweile fünfte Pokaltriumph.

### Von 1919 bis 1939: Phase zwischen den beiden Weltkriegen
| Aston Villa in der Football League |      |       |        |             |
| Saison                             | Liga | Platz | Punkte | Torquotient |
| 1919/20                            | 1    | 9/22  | 42     | 1,027       |
| 1920/21                            | 1    | 10/22 | 43     | 0,900       |
| 1921/22                            | 1    | 5/22  | 47     | 1,345       |
| 1922/23                            | 1    | 6/22  | 46     | 1,255       |
| 1923/24                            | 1    | 6/22  | 49     | 1,405       |
| 1924/25                            | 1    | 15/22 | 39     | 0,817       |
| 1925/26                            | 1    | 6/22  | 44     | 1,132       |
| 1926/27                            | 1    | 10/22 | 43     | 0,976       |
| 1927/28                            | 1    | 8/22  | 43     | 1,068       |
| 1928/29                            | 1    | 3/22  | 50     | 1,210       |
| 1929/30                            | 1    | 4/22  | 47     | 1,108       |
| 1930/31                            | 1    | 2/22  | 59     | 1,641       |
| 1931/32                            | 1    | 5/22  | 46     | 1,444       |
| 1932/33                            | 1    | 2/22  | 54     | 1,373       |
| 1933/34                            | 1    | 13/22 | 40     | 1,040       |
| 1934/35                            | 1    | 13/22 | 41     | 0,841       |
| 1935/36                            | 1    | 21/22 | 35     | 0,736       |
| 1936/37                            | 2    | 9/22  | 44     | 1,171       |
| 1937/38                            | 2    | 1/22  | 57     | 2,086       |
| 1938/39                            | 1    | 12/22 | 41     | 1,183       |

Obwohl der Verein nach dem Ersten Weltkrieg weiterhin einer der führenden Vereine im englischen Fußball blieb und im Jahre 1920 den sechsten FA Cup in seiner Geschichte gewann, setzte in der Folgezeit eine langsame sportliche Abwärtsbewegung ein. Dies lag größtenteils daran, dass sich bei Aston Villa angesichts der vergangenen Erfolge eine gewisse Sorglosigkeit breit machte, die 1936 ihren Tiefpunkt in dem nicht für möglich gehaltenen Abstieg in die zweitklassige Second Division fand. Zuvor hatte der Verein in den 1920er und 1930er Jahren stets eine Reihe von Nationalspielern hervorgebracht – in der Saison 1933/34 standen nicht weniger als vierzehn Auswahlspieler in Diensten von Aston Villa – und häufig am Titelrennen teilgenommen. Aston Villa war 1924 ins FA-Pokalendspiel eingezogen und hatte dort mit 0:2 gegen Newcastle United verloren. Ein sechster und zehnter Platz in den beiden anschließenden Meisterschaftsrunden veranlassten den Verein dann zu einer intensiveren Transferpolitik, wozu 1927 Jimmy Gibson und Eric Houghton sowie ein Jahr später einer der wohl berühmtesten Torschützen in der Geschichte des englischen Fußballs zählten. Für 4.700 Pfund verpflichtete Villa von den Tranmere Rovers den bis dato weitgehend unbekannten Stürmer Tom „Pongo“ Waring, der alleine in der Saison 1930/31 49 Treffer zu den insgesamt 128 Ligatoren von Aston Villa beisteuerte. Eric Houghton gelangen darunter 30 Treffer.
In den Jahren 1931 und 1933 gewann Villa weitere Male die englische Vizemeisterschaft, bevor sich mit zwei Mittelfeldplätzen in den folgenden Spielzeiten bis 1935 ein Negativtrend ankündigte. Als der Verein zum Ende der Saison 1935/36 erstmals aus der First Division abstieg, entschloss sich Aston Villa dazu, erstmals einen hauptamtlichen und professionellen Trainer für die Mannschaft zu engagieren. Zuvor war die Mannschaft stets von einem Vereinskomitee bestimmt und das Training durch den „Vereinssekretär“ geleitet worden. Der neue sportliche Leiter sollte vordergründig die Misere im Defensivverhalten abstellen, die dazu geführt hatte, dass die Mannschaft in der vorangegangenen Saison 110 Gegentore kassiert hatte – darunter alleine sieben Treffer von Ted Drake bei der 1:7-Heimniederlage gegen den FC Arsenal. Unter Jimmy Hogan gelang nach einem neunten Platz in der ersten Spielzeit des Vereins in der Second Division in der Saison 1937/38 die Zweitligameisterschaft. Bis zum Ausbruch des Zweiten Weltkriegs spielte Aston Villa somit wieder in der englischen Eliteklasse.

### Von 1946 bis 1961: Mittelmäßigkeit zur Mitte des 20. Jahrhunderts
| Aston Villa in der Football League |      |       |        |             |
| Saison                             | Liga | Platz | Punkte | Torquotient |
| 1946/47                            | 1    | 8/22  | 45     | 1,264       |
| 1947/48                            | 1    | 6/22  | 47     | 1,140       |
| 1948/49                            | 1    | 10/22 | 42     | 0,789       |
| 1949/50                            | 1    | 12/22 | 42     | 1,000       |
| 1950/51                            | 1    | 15/22 | 37     | 0,971       |
| 1951/52                            | 1    | 6/22  | 47     | 1,129       |
| 1952/53                            | 1    | 11/22 | 41     | 1,033       |
| 1953/54                            | 1    | 13/22 | 41     | 1,029       |
| 1954/55                            | 1    | 6/22  | 47     | 0,986       |
| 1955/56                            | 1    | 20/22 | 35     | 0,754       |
| 1956/57                            | 1    | 10/22 | 43     | 1,182       |
| 1957/58                            | 1    | 14/22 | 39     | 0,849       |
| 1958/59                            | 1    | 21/22 | 30     | 0,667       |
| 1959/60                            | 2    | 1/22  | 59     | 2,070       |
| 1960/61                            | 1    | 9/22  | 43     | 1,013       |

Da der Krieg den Spielbetrieb unterbrach, wurden insgesamt sieben Spielzeiten nicht ausgetragen. Dadurch endeten viele Spielerkarrieren vorzeitig, worunter auch Aston Villa zu leiden hatte. Das erste Nachkriegsspiel des Vereins im Villa Park endete vor 50.000 Zuschauern mit einer 0:1-Niederlage gegen den FC Middlesbrough. Der ehemalige Spieler Alex Massie baute in den verbleibenden 1940er Jahren eine neue Mannschaft auf und die erste Verpflichtung war für 9.500 Pfund von Swansea Town der 23-jährige walisische Nationalspieler Trevor Ford. Ford erzielte schließlich 60 Tore in vier Spielzeiten, bevor er für die britische Rekordsumme von 30.000 Pfund zum FC Sunderland weiterzog. Bis in die frühen 1950er Jahre investierte Massie weiter in seinen Kader; in der Meisterschaft belegte die Mannschaft aber vorerst nur Mittelfeldplätze. Mit Danny Blanchflower folgte 1951 für 15.000 Pfund ein weiterer wichtiger Spielerkauf und nach den ersten achten Spieltagen schöpfte Aston Villa zu Beginn der Saison 1951/52 mit dem zweiten Platz hinter Manchester United neue Hoffnung. Mit dem besten Start seit 19 Jahren belegte der Verein am Ende den sechsten Rang. Nach einer weiteren Saison in der Mittelmäßigkeit kehrte der Ex-Spieler Eric Houghton an die ehemalige Wirkungsstätte als Trainer zurück. Dieser führte unter anderem den 19 Jahre jungen Nachwuchsspieler Peter McParland in die erste Mannschaft. Trotz durchwachsener Ergebnisse in der Liga setzte der Verein in der Spielzeit 1956/57 zu einer unerwarteten Siegesserie im FA-Pokal an und im Finale besiegte die Mannschaft nach zwei Toren von Peter McParland die zu dieser Zeit gefeierten „Busby Babes“ von Manchester United mit 2:1. Mit diesem neunten Pokaltriumph gewann der Verein erstmals nach 37 Jahren wieder eine Trophäe.
Der Pokalgewinn stellte sich jedoch als ein trügerisches Zeichen der wahren Leistungsstärke heraus und der Verein belegte in der anschließenden Meisterschaftssaison nur den vierzehnten Tabellenplatz. Als sich in der Saison 1958/59 der Abstieg abzeichnete, wurde Trainer Eric Houghton entlassen, nachdem dieser zuvor seinen eigenen Rücktritt abgelehnt hatte. Sein Nachfolger Joe Mercer konnte mit der Mannschaft den Gang in die Zweitklassigkeit – dem zweiten Abstieg in der Vereinsgeschichte – im Jahre 1959 nicht mehr vermeiden. Erneut hatte eine gewisse Sorglosigkeit, die sich nach dem siebten Pokalgewinn in der Vereinsgeschichte in der vorigen Saison eingeschlichen hatte und durch den Einzug ins FA-Pokalhalbfinale in dieser Saison befördert wurde, dafür gesorgt, dass sich der Verein als zu gut für einen Abstieg befunden hatte. Als Zweitligameister gelang jedoch in der direkt folgenden Saison die Rückkehr in die Eliteklasse. Mit einer neuen jungen Spielergeneration, die als „Mercer’s Minors“ (deutsch: „Mercers Minderjährige“) bekannt wurden, behauptete sich der Verein respektabel in der Meisterschaftsrunde und gewann darüber hinaus in der Saison 1960/61 den erstmals ausgetragenen Ligapokal.

### Von 1961 bis 1974: Der erste Fall in die Drittklassigkeit
| Aston Villa in der Football League |      |       |        |             |
| Saison                             | Liga | Platz | Punkte | Torquotient |
| 1961/62                            | 1    | 7/22  | 44     | 1,161       |
| 1962/63                            | 1    | 15/22 | 38     | 0,912       |
| 1963/64                            | 1    | 19/22 | 34     | 0,873       |
| 1964/65                            | 1    | 16/22 | 37     | 0,695       |
| 1965/66                            | 1    | 16/22 | 36     | 0,863       |
| 1966/67                            | 1    | 21/22 | 29     | 0,635       |
| 1967/68                            | 2    | 16/22 | 37     | 0,844       |
| 1968/69                            | 2    | 18/22 | 38     | 0,771       |
| 1969/70                            | 2    | 21/22 | 29     | 0,581       |
| 1970/71                            | 3    | 4/24  | 53     | 1,174       |
| 1971/72                            | 3    | 1/24  | 70     | 2,656       |
| 1972/73                            | 2    | 3/22  | 50     | 1,085       |
| 1973/74                            | 2    | 14/22 | 41     | 1,067       |

Der langsame Abstieg des Vereins setzte sich trotz eines siebten Rangs in der Saison 1961/62 weiter fort und hatte in den 1960ern weitere Tiefpunkte in seiner Entwicklung. Über Platz 15 im Jahr 1963 belegte die Mannschaft nach Abschluss der Spielzeit 1963/64 nur noch die viertletzte Position. Im Juli 1964 trat Mercer von seinem Trainerposten zurück, wobei auch gesundheitliche Probleme zu dieser Entscheidung geführt hatten. Unter Dick Taylor sicherte sich der Verein in den beiden folgenden Spielzeiten mit jeweils Rang 16 knapp den Klassenerhalt, aber eine 2:4-Niederlage gegen den FC Everton besiegelte am letzten Spieltag der Saison 1966/67 den dritten Abstieg in die Zweitklassigkeit. Die Vereinsführung entließ Dick Taylor und machte Tommy Cummings zu seinem Nachfolger.
Die sportliche Talfahrt war allerdings nicht ausschließlich auf die Trainerleistungen zurückzuführen. Der Klub, angeführt von einem fünfköpfigen Vorstand, in dem drei Mitglieder bereits über 70 Jahre alt waren, verpasste es, sich dem moderner werdenden Fußballgeschäft anzupassen. Dies manifestierte sich vor allem im Verzicht auf ein funktionierendes Scouting-Netzwerk und in einer Trainingsarbeit, die sich in den vergangenen 40 Jahren nicht entscheidend weiterentwickelt hatte. Die Vereinsführung entschied daraufhin, mit Phil Woosnam und Tony Hateley die beiden wichtigsten Spieler zu verkaufen. Als Villa selbst in der zweiten Liga mit dem 16. Abschlusstabellenplatz eine bedrohliche Abwärtsspirale in Gang setzte, wurde der Druck von Seiten der Anhänger auf den Vorstand immer größer. Die Ereignisse fanden ihren vorläufigen Tiefpunkt, als sich Aston Villa im November 1968 am Tabellenende der Second Division befand. Tommy Cummings wurde entlassen, und mit George Robinson übernahm ein Vorstandsmitglied mit seinem Rücktritt die Verantwortung für die sportliche Misere. Dadurch sah sich die gesamte Vereinsführung derart unter öffentlichen Druck gesetzt, dass diese in einer Pressemitteilung den geschlossenen Rücktritt ankündigte. Damit stand der Verein faktisch zum Verkauf, und nach einer Reihe von Spekulationen kaufte mit Pat Matthews ein Finanzexperte aus London Aston Villa auf. Matthews installierte Doug Ellis als neuen Vorsitzenden und präsentierte zwei Tage später mit Tommy Docherty einen Nachfolger für Cummings.
Es wehte nun ein frischer Wind im Verein, der sich in einer unmittelbaren Serie von fünf Siegen in Folge und dem Klassenerhalt in der Second Division widerspiegelte. In Dochertys kurzer Amtszeit erhöhte sich zudem der Zuschauerzuspruch signifikant, und die Ausgabe neuer Aktienanteile – die ersten seit 1896 – spülten 200.000 Pfund in die klamme Vereinskasse. 140.000 Pfund davon wurden in neue Spieler investiert, aber die anschließende Saison 1969/70 begann verheerend: Aston Villa benötigte zehn Ligaspiele bis zum ersten Saisonsieg. Zur Weihnachtszeit belegten die Villans den vorletzten Platz, und Docherty musste seinen Platz wieder räumen. Aber auch sein Nachfolger Vic Crowe konnte letztlich den erstmaligen Fall in die Third Division in der Vereinsgeschichte nicht mehr abwenden. Immerhin einen Hoffnungsschimmer verzeichnete der Klub, als er im Halbfinale des Ligapokals Manchester United ausschaltete und erst im Endspiel gegen Tottenham Hotspur aufgrund zweier später Tore mit 0:2 verlor. Der Wiederaufstieg in die Second Division ließ durch den vierten Platz in der Meisterschaft auf sich warten.
Die Rückkehr als Drittligameister gelang dem Verein zum Abschluss der Saison 1971/72, wobei Aston Villa zum Ende der Spielzeit Rekordbesucherzahlen im heimischen Villa Park und mit 70 Punkten einen Drittligarekord verzeichnete. Im Vorstand arteten zur gleichen Zeit interne Streitigkeiten bis zum Herbst 1972 derart aus, dass vier der fünf Direktoren den Ausschluss von Doug Ellis durchsetzten. Mit der Unterstützung des größten Anteilsinhabers Pat Matthews und der eigenen Anhänger kehrte Ellis jedoch nach 43 Tagen im Anschluss an eine außerordentliche Mitgliederversammlung auf seinen Vorsitzendenposten zurück. Gleichzeitig mussten die Direktoren auf Beschluss der Mitglieder ihren Platz räumen. Sportlich verpasste die Mannschaft den zweiten Aufstieg in Serie nur sehr knapp und schloss die Saison 1972/73 auf dem dritten Tabellenplatz der zweiten Liga ab. Im zweiten Jahr nach der Rückkehr in die Zweitklassigkeit sprang für Villa wieder nur der 14. Platz heraus, und Ellis entließ daraufhin Crowe. Neuer Trainer wurde mit Ron Saunders der vormalige sportliche Leiter von Manchester City.

### Von 1974 bis 1987: Europäische Erfolge und Rückschläge

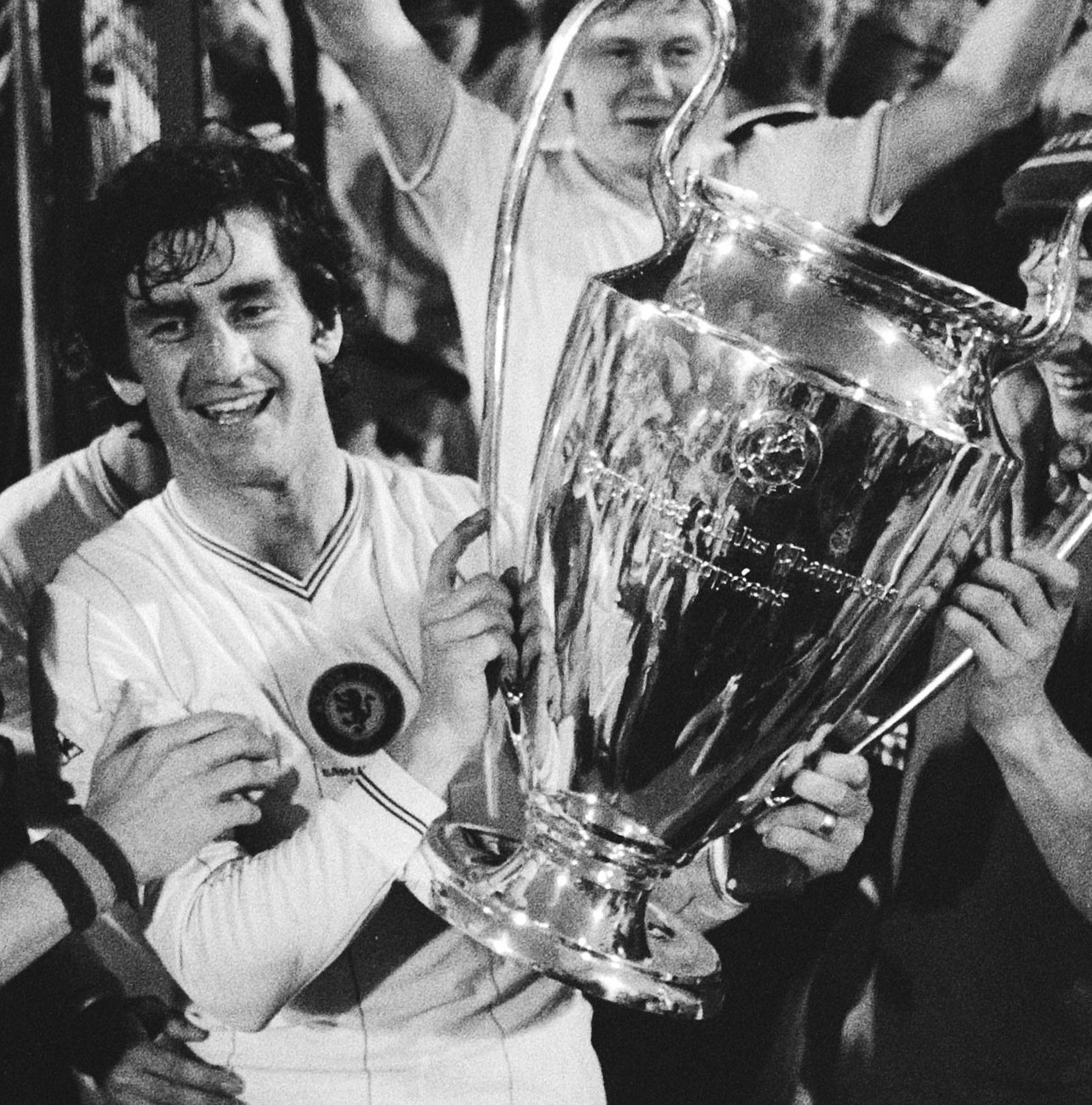
Dennis Mortimer, Kapitän von Aston Villa, gewann 1982 den Europapokal der Landesmeister.

| Aston Villa in der Football League |      |       |        |                           |
| Saison                             | Liga | Platz | Punkte | Torquotient/ Tordifferenz |
| 1974/75                            | 2    | 2/22  | 58     | 2,469                     |
| 1975/76                            | 1    | 16/22 | 39     | 0,864                     |
| 1976/77                            | 1    | 4/22  | 51     | +26                       |
| 1977/78                            | 1    | 8/22  | 46     | +15                       |
| 1978/79                            | 1    | 8/22  | 46     | +10                       |
| 1979/80                            | 1    | 7/22  | 46     | +1                        |
| 1980/81                            | 1    | 1/22  | 60     | +32                       |
| 1981/82                            | 1    | 11/22 | 57     | +2                        |
| 1982/83                            | 1    | 6/22  | 68     | +12                       |
| 1983/84                            | 1    | 10/22 | 60     | −2                        |
| 1984/85                            | 1    | 10/22 | 56     | 0                         |
| 1985/86                            | 1    | 16/22 | 44     | −16                       |
| 1986/87                            | 1    | 22/22 | 36     | −34                       |

In der 100. Saison von Aston Villa feierte der Verein gleich zwei große Erfolge. Neben dem erneuten Sieg im Ligapokal mit einem 1:0-Finalsieg über Norwich City durch ein Tor von Ray Graydon, gelang nach achtjähriger Abwesenheit durch die Vizemeisterschaft in der Second Division die Rückkehr in die oberste englische Spielklasse. Dabei hatte Saunders mit den Käufen von Frank Carrodus und Leighton Phillips das Gesicht der Mannschaft nur geringfügig geändert. Mit dem Pokalerfolg qualifizierte sich Aston Villa sogar erstmals für einen europäischen Vereinswettbewerb. Dort unterlag der Klub jedoch bereits in der ersten Runde dem belgischen Verein Royal Antwerpen mit 1:5 Toren nach Hin- und Rückspiel. Auch in der Vereinsführung rumorte es zu Beginn der Saison 1975/76 wieder und so legte Ellis den Vorsitz nieder – im Vorstand verblieb er aber weiterhin. Der sportliche Trend zeigte deutlich nach oben und Aston Villa belegte am Ende der Saison 1976/77 einen guten vierten Platz. Zudem gewann Villa nach zwei Wiederholungsendspielen gegen den FC Everton ein weiteres Mal den Ligapokal und erreichte im FA-Pokal die Runde der letzten acht Mannschaften.
In der anschließenden Saison 1977/78 gelangte Villa im zweiten UEFA-Pokal-Anlauf bis ins Viertelfinale, wo der Klub dem spanischen Spitzenverein FC Barcelona unterlag. Im Camp-Nou-Stadion demonstrierte der Verein jedoch mit einer nur knappen 1:2-Niederlage deutlich, dass der Weg aus der dritten englische Liga hinein in die Fußballelite Europas innerhalb von zehn Jahren gelungen war. In der heimischen Liga wurden die Ergebnisse durchwachsener und so baute Saunders die Mannschaft an entscheidenden Stellen neu auf. Als Saunders mit dem Neuaufbau im Sommer 1979 begann, war es erneut Doug Ellis, der eine Resolution durchzusetzen versuchte, bei der zahlreiche Direktorenposten neu besetzt werden sollten. Ellis scheiterte und trat aus dem Vorstand zurück. Zu den Neulingen, die Saunders einbrachte, gehörten einige Spieler, die sich fortan zu langjährigen Stützen in der Mannschaft entwickelten; dazu zählten die Defensivspieler Allan Evans, Ken McNaught und Kenny Swain, sowie im Mittelfeld Des Bremner, der fortan an der Seite von Dennis Mortimer und Gordon Cowans agierte. Tony Morley und Gary Shaw stellten das neue Stürmerpaar und als auch noch Peter Withe von Newcastle United im Sommer 1980 dazu kam, war die Mannschaft komplett, die in den frühen 1980er Jahren für Furore sorgte.
In der Spielzeit 1980/81 gewann Villa nach 71 Jahren wieder den englischen Meistertitel, wobei die Mannschaft vor allem die Konkurrenten FC Liverpool und Ipswich Town auf Distanz hielt. Bemerkenswert war dabei, dass die Anzahl der eingesetzten Spieler in dieser Saison nur 14 Akteure umfasste. Die Saison 1981/82 verlief ambivalent. In der Heimat belegte Aston Villa um Weihnachten herum nur einen Mittelfeldplatz und im Europapokal der Landesmeister eilte die Mannschaft von Erfolg zu Erfolg. Dabei besiegte Villa in der ersten Runde Valur Reykjavík mit 7:0 Toren nach Hin- und Rückspiel und schlug danach mit Hilfe der Auswärtstorregel den BFC Dynamo aus Ost-Berlin. Der europäische Siegeszug stand im Kontrast zu den schwachen Darbietungen in der englischen Meisterschaft, in deren Folge Saunders im Februar 1982 seinen Rücktritt erklärte. Später wurde offenbart, dass der damalige Vorsitzende Ron Bendall seinem Trainer einen überarbeiteten Vertrag mit kürzerer Laufzeit angeboten hatte, den Saunders nicht anzunehmen bereit war. Anstelle von Saunders übernahm der ruhige Kotrainer Tony Barton das Cheftraineramt einer Mannschaft, die soeben in das Viertelfinale des Europapokals der Landesmeister eingezogen war, aber in der Meisterschaft nur auf dem 19. Rang lag. Die Runde der besten acht europäischen Mannschaften gestalteten die Villans schließlich nach einem 0:0-Hinspiel durch einen 2:0-Sieg im Villa Park erfolgreich und durch einen einzigen Treffer von Tony Morley gegen den RSC Anderlecht sicherte sich die Mannschaft ihren Platz im Europapokalendspiel gegen den FC Bayern München in Rotterdam.
Das entscheidende Tor in De Kuip erzielte Peter Withe in der 67. Minute. Zum Schlüsselspieler entwickelte sich aber der 23-jährige Ersatztorhüter Nigel Spink, der seit seiner Verpflichtung vom FC Chelmsford fünf Jahre zuvor nur ein einziges Pflichtspiel absolviert hatte. Der Stammtorwart Jimmy Rimmer erlitt in der Partie eine Schulterverletzung und musste nach nur zehn Minuten ausgewechselt werden. Spink fand durch eine Reihe von Paraden zu einer sehr guten Leistung und wehrte mehrere hochkarätige Chancen des offensiv starken Gegners ab, in dessen Reihen sich Spieler wie Karl-Heinz Rummenigge befanden. Mit dem 1:0-Sieg gegen den Favoriten aus München war Villa der bis dato nach dem FC Liverpool, Manchester United und Nottingham Forest erst vierte englische Klub, der diesen wichtigsten europäischen Vereinswettbewerb, die heutige „UEFA Champions League“, gewann.
Europapokal-Siegermannschaft 1982
| Aston Villa – FC Bayern München 1:0 (0:0) | |  |
| Austragungsort                            | De Kuip, Rotterdam, 26. Mai 1982, 46.000 Zuschauer |  |
| Aufstellung                               | Jimmy Rimmer (10. Nigel Spink) – Kenny Swain, Allan Evans, Ken McNaught, Gary Williams – Des Bremner, Dennis Mortimer (C), Gordon Cowans – Gary Shaw, Peter Withe, Tony Morley |  |
| Trainer                                   | Tony Barton |  |
| Tore                                      | 1:0 Peter Withe (67.) |  |

Barton betreute nach diesem großen Erfolg den Verein in den zwei anschließenden Spielzeiten und wurde zum Abschluss der Saison 1983/84 nach dem Erreichen des zehnten Tabellenplatz in der Meisterschaft und einem zusätzlichen Halbfinaleinzug im Ligapokal entlassen. Die Mannschaft hatte ihren Zenit überschritten und im Oktober 1982 wurde zudem anlässlich der Jahreshauptversammlung ein Schuldenstand in Höhe von 1,6 Millionen Pfund bekannt gegeben. Dieser hatte sich hauptsächlich aufgrund übermäßig steigender Spielergehälter und der Baukosten für die Nordtribüne gebildet. Bereits im November traten Ron und Donald Bendall aus dem Vorstand zurück und mit Doug Ellis, der die 42 %-Anteile von Ron Bendall erstand, kehrte ein alter Bekannter zurück. Im Januar 1983 sorgte Villa mit dem 3:1-Erfolg nach Hin- und Rückspiel gegen den FC Barcelona und dem damit verbundenen Titel im Supercup für einen letzten Triumph dieser Ära. Auf Barton folgte Graham Turner, der von Shrewsbury Town verpflichtet worden war, als neuer Trainer.
Der negative Trend, den der Verein erneut in dieser Zeit ereilte, wurde aber auch von Turner nicht aufgehalten und im Jahre 1986 gelang Aston Villa der Klassenerhalt nur sehr knapp. Als der Klub auch in die anschließende Saison schwach startete, wurde Turner im September entlassen und von Billy McNeill beerbt. McNeills Amtszeit dauerte noch kürzer als die von Turner an und Aston Villa stieg nur fünf Jahre nach dem großen Erfolg im Europapokal als Tabellenletzter ab. McNeill verließ unmittelbar nach Saisonende den Klub in Richtung Celtic Glasgow und dem Vereinsvorsitzenden Doug Ellis gelang es, mit der Verpflichtung von Graham Taylor vom FC Watford, den Grundstein für die Rückkehr besserer Zeiten zu legen.

### Von 1987 bis 1992: Taylor, Vengloš und Atkinson
| Aston Villa in der Football League |      |       |        |              |
| Saison                             | Liga | Platz | Punkte | Tordifferenz |
| 1987/88                            | 2    | 2/23  | 78     | +27          |
| 1988/89                            | 1    | 17/20 | 40     | −11          |
| 1989/90                            | 1    | 2/20  | 70     | +19          |
| 1990/91                            | 1    | 17/20 | 41     | −12          |
| 1991/92                            | 1    | 7/22  | 60     | +4           |

In seiner ersten Trainersaison führte Taylor den Verein als Vizemeister der Second Division hinter dem FC Millwall zurück in die oberste Spielklasse. Ein wichtiger Spieler in dieser Aufstiegsmannschaft war der 22-jährige David Platt, der ehemals in der Reservemannschaft von Manchester United gespielt hatte und nur kurz nach der Verpflichtung von Taylor für 200.000 Pfund von Crewe Alexandra transferiert wurde. Mit der Hilfe von Platts Torgefährlichkeit und Taylors Trainerfähigkeiten gelang am letzten Spieltag der Klassenerhalt und nur ein Jahr später in der Saison 1989/90 das überraschende Eingreifen ins Meisterschaftsrennen. Villa führte in der Rückrunde die Tabelle sogar für drei Wochen an und schloss die Spielrunde schließlich neun Punkte hinter dem FC Liverpool auf dem zweiten Platz ab. Taylor übernahm daraufhin die Position des englischen Nationaltrainers, und mit dem Slowaken Jozef Vengloš übernahm erstmals ein Ausländer von außerhalb der britischen Inseln ein Traineramt in der höchsten englischen Spielklasse
Vengloš verbrachte nur die einzige Saison 1990/91 bei Aston Villa. Durch den Gewinn der Vizemeisterschaft hatte sich Villa für den UEFA-Pokal qualifiziert und war damit nach der fünfjährigen Sperre für englische Fußballklubs aufgrund der Heysel-Katastrophe im Jahre 1985 einer der ersten englischen Vereine, die sich wieder in einem europäischen Wettbewerb präsentierten. Dazu war Aston Villa bei der Erstrundenpartie gegen Baník Ostrava der erste Klub, der wieder auf dem europäischen Festland spielte. In der zweiten Runde des Wettbewerbs stand der Klub dem von vielen Spitzenspielern gespickten Verein Inter Mailand gegenüber und gewann in dem vermutlich besten Auftritt seit dem Pokaltriumph im Jahre 1982 im Villa Park mit 2:0. Dennoch schied der Klub aus dem UEFA-Pokal aus, da das Rückspiel mit 0:3 verloren ging. Als Villa in der Meisterschaft nur zwei Plätze oberhalb der Abstiegszone die Saison abschloss, trat Vengloš als Trainer zurück. Zudem verkaufte Aston David Platt für fünf Millionen Pfund nach 68 Toren in 145 Pflichtspielen an den AS Bari und verpflichtete als Nachfolger für Vengloš mit Ron Atkinson einen sportlichen Leiter, der zuvor mit West Bromwich Albion, Manchester United und kurz zuvor Sheffield Wednesday Achtungserfolge gefeiert hatte. Die Leistungen der Mannschaft konsolidierten sich wieder, was dazu führte, dass sie sich mit dem siebten Tabellenplatz die Teilnahme an der 1992 neu ins Leben gerufenen Premier League sicherte.

### Von 1992 bis 2006: Aston Villa in der Premier League
| Aston Villa in der Premier League |      |       |        |              |
| Saison                            | Liga | Platz | Punkte | Tordifferenz |
| 1992/93                           | 1    | 2/22  | 74     | +17          |
| 1993/94                           | 1    | 10/22 | 57     | −4           |
| 1994/95                           | 1    | 18/22 | 48     | −5           |
| 1995/96                           | 1    | 4/20  | 63     | +17          |
| 1996/97                           | 1    | 5/20  | 61     | +13          |
| 1997/98                           | 1    | 7/20  | 57     | +1           |
| 1998/99                           | 1    | 6/20  | 55     | +4           |
| 1999/00                           | 1    | 6/20  | 58     | +11          |
| 2000/01                           | 1    | 8/20  | 54     | +3           |
| 2001/02                           | 1    | 8/20  | 50     | −1           |
| 2002/03                           | 1    | 16/20 | 45     | −5           |
| 2003/04                           | 1    | 6/20  | 56     | 4            |
| 2004/05                           | 1    | 10/20 | 47     | −7           |
| 2005/06                           | 1    | 16/20 | 42     | −13          |

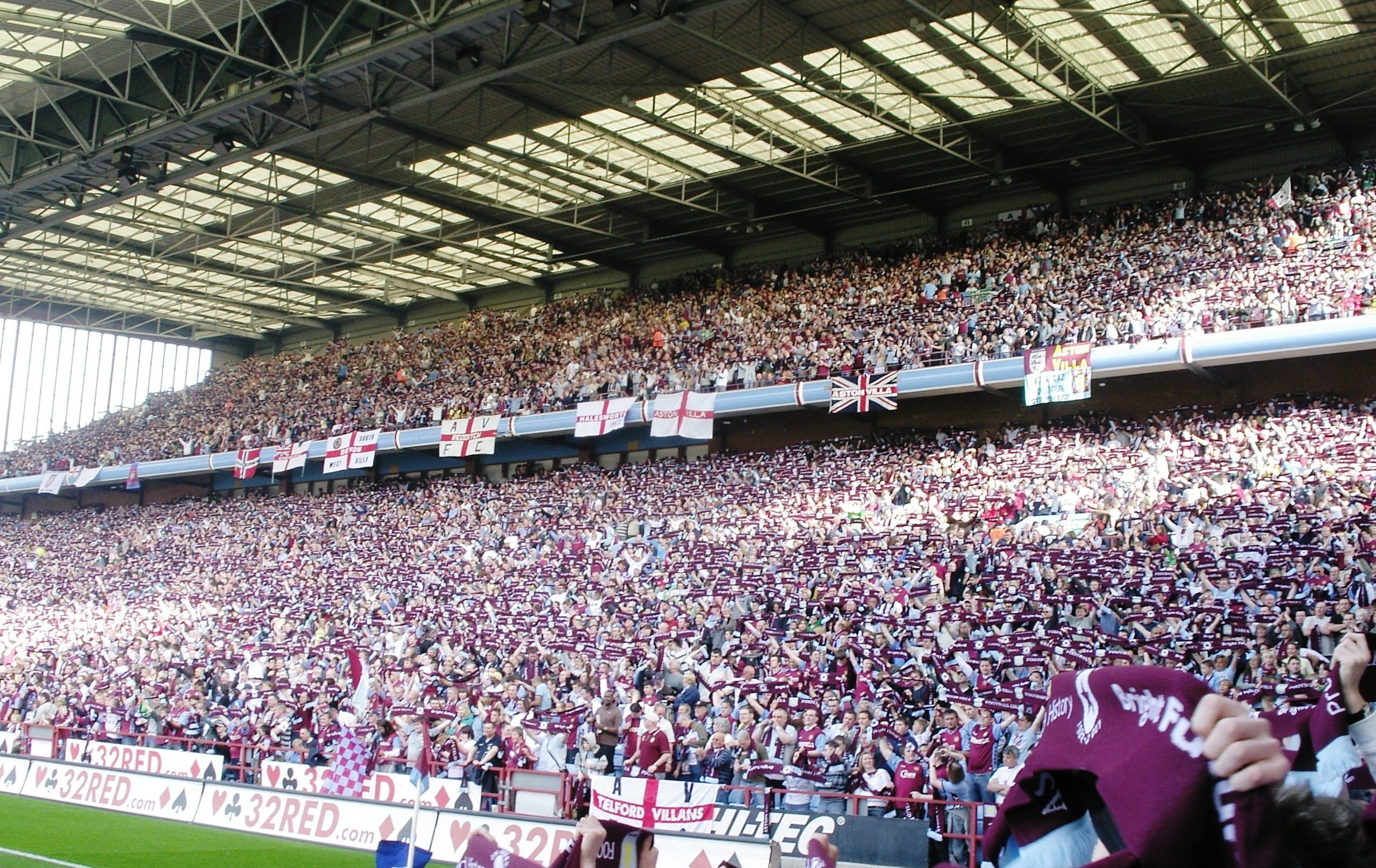
Das Holte End wurde 1994 in eine reine Sitzplatztribüne umgewandelt.

Atkinson tätigte in den ersten 18 Monaten seiner Amtszeit weitreichende Investitionen in die Mannschaft und verpflichtete in diesem Zusammenhang Earl Barrett, Dean Saunders, Andy Townsend, Dalian Atkinson, Kevin Richardson, Ray Houghton und Shaun Teale. Diese forsche Transferpolitik führte fast zum großen Erfolg, als Villa hinter Manchester United – Atkinsons ehemaligen Verein – die erste Vizemeisterschaft in der Geschichte der Premier League gewann. Vor allem bildeten Saunders und Atkinson ein höchst effektives Stürmerpaar, das im heimischen Villa Park regelmäßig zu Torerfolgen kam und zu den besten Offensivreihen in der englischen Eliteklasse zählte.
Im Ligapokal 1993/94 hatte sich der Verein am 27. März 1994 mit einem 3:1-Endspielsieg gegenüber Manchester United bereits vorab revanchiert. In der Folgesaison 1993/94 belegte Villa in der Meisterschaft nur den zehnten Platz, wobei der Klub sein letztes Spiel im alten Villa Park absolvierte, das anschließend aufgrund der Vorgaben des Taylor-Reports in ein komplettes Sitzplatzstadion umgewandelt wurde. Als auch die Saison 1994/95 mäßig begann, wurde Atkinson 18 Monate nach dem Ligapokalsieg entlassen.
Dem neuen Trainer Brian Little, der von Leicester City gekommen war, gelang es, die demoralisierte Mannschaft aufzurichten. Nach dem Klassenerhalt in der Spielzeit 1994/95 leitete er im Sommer 1995 große personelle Veränderungen im Kader ein, indem er eine Reihe von älteren Spielern verkaufte und in viele junge Spieler investierte. Die Leistungen besserten sich umgehend in der Saison 1995/96. Aston Villa gewann ein weiteres Mal den Ligapokal, zog ins Halbfinale des FA-Pokals ein und belegte am Ende in der Meisterschaft den vierten Tabellenplatz. In der Folgesaison rangierte der Klub auf dem fünften Platz geringfügig schwächer, qualifizierte sich aber erneut für den UEFA-Pokal.
Im Februar des Jahres 1998 trat Brian Little als Trainer zu einem Zeitpunkt zurück, als sich seine Mannschaft auf dem 15. Tabellenplatz befand und sich Entlassungsspekulationen gemehrt hatten. Sein Nachfolger John Gregory, der bereits zuvor für Aston Villa im Trainerstab gearbeitet und 18 Monate zuvor die Betreuung der Wycombe Wanderers übernommen hatte, führte die Mannschaft wieder in die oberen Regionen der Premier League und erreichte mit dem siebten Platz die UEFA-Pokal-Runde des nächsten Jahres. Da sich die besten sechs Mannschaften bereits anderweitig für einen europäischen Wettbewerb qualifiziert hatten, war die Tatsache, dass ein englischer Siebtplatzierter am UEFA-Pokal teilnehmen konnte, ein Novum. Trotz des Verkaufs von Dwight Yorke an Manchester United für 12,6 Millionen Pfund führte Gregory die Mannschaft zur Mitte der Saison 1998/99 bis an die Ligaspitze. Im Jahr 2000 zog Aston Villa erstmals nach 1957 wieder in das FA-Pokalendspiel ein und verlor dort nach einer enttäuschenden Partie mit 0:1 gegen den FC Chelsea. Zum Abschluss der Saison 2000/01 belegte der Verein in der Meisterschaft den achten Platz. Er qualifizierte sich in der Folge nachträglich über den Umweg des UI-Cups im Sommer 2001 für den UEFA-Pokal. Die Mannschaft kam fortan auch weiterhin in der Premier League nicht über einen Mittelfeldplatz hinaus, worauf Gregory im Januar 2002 zurücktrat. Vorangegangen war ein verbales Duell zwischen Ellis und Gregory im November 2001, das mit einer öffentlichen Entschuldigung seitens des Trainers geendet hatte.
In einer überraschenden Entscheidung präsentierte der Vereinschef Ellis erneut Graham Taylor umgehend als neuen Trainer, der somit bereits zum zweiten Male das Amt bei Aston Villa antrat. Wie häufig in den ersten Premier-League-Jahren schloss der Klub auch zum Ende der Saison 2001/02 auf dem achten Platz im Mittelfeld der Liga ab. Taylor verließ den Verein bereits ein Jahr später, als die Mannschaft nur Platz 16 erreicht hatte und dabei auch in beiden Partien dem Lokalrivalen Birmingham City unterlegen gewesen war. Nur der stabilen Form in Heimspielen war es zu verdanken, dass der Abstieg vermieden wurde. Die zweite Ära von Taylor war kurz und voller Enttäuschungen; sie war geprägt von den Darbietungen einiger Spieler, die sich im eigenen Anhang keiner großen Beliebtheit erfreuten. Dazu zählten beispielsweise der 6-Millionen-Pfund-Einkauf Boško Balaban, der innerhalb von drei Spielzeiten nur auf acht Einwechselungen kam, sowie Alpay Özalan und Peter Enckelman. David O’Leary, der in der Saison 2000/01 Leeds United ins Halbfinale der Champions League geführt hatte, übernahm die Geschäfte von Taylor. O’Leary führte die Mannschaft kontinuierlich in die obere Tabellenregion. Im Frühjahr 2004 spielte die Mannschaft um die Qualifikation zur Champions League, bis eine 0:2-Heimniederlage gegen Manchester United den Fall auf den sechsten Platz einläutete. Damit wurde auch ein Platz im UEFA-Pokal verpasst. In der Folgezeit schwächelte die Form wieder, wodurch Aston Villa zum Ende der Saison 2004/05 nur noch den zehnten Platz belegte. Dieser Trend setzte sich so weit fort, dass die Mannschaft in der Folgesaison den Abstieg auf der 16. Position mit einem Premier-League-Negativrekord an erzielten Punkten nur knapp verhinderte. Dabei war beachtenswert, dass die schwache Platzierung trotz einer Reihe namhafter Verpflichtungen wie Milan Baroš, Kevin Phillips und Wilfred Bouma für mehr als 13 Millionen Pfund im Sommer zuvor zustande gekommen war.
Dies frustrierte das Umfeld im Verein nachhaltig. Zudem kritisierte eine Reihe von Spielern von Aston Villa den Vorsitzenden Ellis anlässlich seines Interviews in einer Regionalzeitung ungewöhnlich scharf. Der Vorwurf richtete sich an die Sparsamkeit der Vereinsführung und den angeblichen Mangel an Ehrgeiz. Trotz der öffentlichen Stellungnahme des Klubs, die die Vorwürfe als „lächerlich“ abwehrte, zeichnete sich ab, dass vor allem erfahrene Spieler möglicherweise mit Unterstützung von David O’Leary diesen Vorstoß vorangetrieben hatten. In der folgenden Woche verließ O’Leary Aston Villa nach dreijähriger Amtszeit in beiderseitigem Einvernehmen mit dem Verein. Roy Aitken übernahm seine Nachfolge auf Interimsbasis.

### Von 2006 bis 2016: Unter Eigentümer Randy Lerner

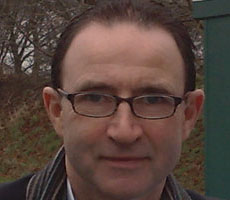
Aston Villas ehemaliger Trainer Martin O’Neill.

| Aston Villa in der Premier League |      |       |        |              |
| Saison                            | Liga | Platz | Punkte | Tordifferenz |
| 2006/07                           | 1    | 11/20 | 50     | +2           |
| 2007/08                           | 1    | 6/20  | 60     | +20          |
| 2008/09                           | 1    | 6/20  | 62     | +6           |
| 2009/10                           | 1    | 6/20  | 64     | +13          |
| 2010/11                           | 1    | 9/20  | 48     | −11          |
| 2011/12                           | 1    | 16/20 | 38     | −16          |
| 2012/13                           | 1    | 15/20 | 41     | −22          |
| 2013/14                           | 1    | 15/20 | 38     | −22          |
| 2014/15                           | 1    | 17/20 | 38     | −26          |
| 2015/16                           | 1    | 20/20 | 17     | −49          |

Am 4. August 2006 präsentierte Doug Ellis auf einer Pressekonferenz unter großer Zustimmung der Anhänger den Erfolgstrainer Martin O’Neill als neuen sportlichen Leiter von Aston Villa. Dazu stießen mit John Robertson und Steve Walford zwei erfahrene Mitarbeiter in den Trainerstab O’Neills.
Nach 23 Jahren als Vorsitzender und Mehrheitsaktionär mit etwa 38 % entschloss sich Ellis schließlich dazu, seine Anteile an den Verein zu veräußern. Diese Entscheidung wurde von weiten Teilen des Umfeldes im Verein begrüßt, das der Ansicht war, dass ein vollständiger personeller Wechsel für ein Anknüpfen an vergangene Erfolge notwendig sei. Offiziell wurde der Rückzug von Ellis mit gesundheitlichen Gründen angegeben. Als ernsthafter Eigentümerkandidat stellte sich schließlich Randy Lerner heraus, der sich bereits als Besitzer des NFL-Vereins Cleveland Browns einen Namen gemacht hatte. Der Lerner-Handel konkretisierte sich, als am 25. August 2006 verkündet wurde, dass sich Lerner insgesamt 59,69 % der Vereinsaktien gesichert hatte. Bis zum 26. September 2006 vervollständigte Lerner sein Kontingent auf 90 %, womit er den vollständigen Aufkauf der Aktien in Angriff zu nehmen begann. Der neue Eigentümer installierte eigene Gefolgsleute in den Vorstand, darunter Charles C. Krulak. Doug Ellis wurde zum Ehrenpräsidenten auf Lebenszeit bestimmt.
Sportlich blieb der Klub in der Saison 2006/07 von allen Premier-League-Vereinen bis zur Niederlage am 28. Oktober 2006 am längsten ungeschlagen. Im weiteren Verlauf der Spielzeit fiel die Mannschaft auch aufgrund der zunehmenden Verletzungsprobleme in der Tabelle immer weiter zurück und fand sich nach elf Spielen ohne Sieg in Serie im Abstiegskampf wieder. Als der Verein im Januar 2007 mit den Neuverpflichtungen John Carew, Ashley Young, Shaun Maloney und auf Leihbasis Phillip Bardsley den Kader aufbesserte, sicherte sich die Mannschaft nach einer Eingewöhnungszeit der neuen Akteure mit 50 Punkten und ohne Niederlage in den letzten neun Spielen mit dem elften Abschlusstabellenplatz letztlich die Klasse. Der Aufwärtstrend hielt in den beiden anschließenden Jahren an, so dass sich Villa mit jeweils dem sechsten Ligaplatz für einen europäischen Vereinswettbewerb qualifizierte. In der UEFA Europa Liga 2009/10 und UEFA Europa Liga 2010/11 scheiterte man im Play-off jeweils an Rapid Wien. Die erste Teilnahme an einem Endspiel eines bedeutenden Wettbewerbs fand in der „Lerner-Ära“ im Ligapokal 2010 statt, das Aston Villa mit 1:2 gegen Manchester United verlor.
Fünf Tage vor dem Start in die Saison 2010/11 trat O’Neill plötzlich und mit sofortiger Wirkung von seinem Trainerposten zurück. Nach intensiver Nachfolgersuche verpflichtete Lerner am 8. September 2010 Gérard Houllier als neuen sportlichen Leiter. Es folgte eine Saison im Mittelmaß, an deren Ende der Klub nach dem gesundheitsbedingten Rückzug von Houllier wieder ohne Trainer dastand; mit Alex McLeish wurde schließlich ausgerechnet ein ehemaliger Trainer vom Lokalrivalen Birmingham City angeheuert, der kurz zuvor den Ligapokal gewonnen hatte, aber auch den Abstieg in die zweite Liga hinnehmen musste. Unter McLeish durchlief der Klub in der Saison 2011/12 eine Talfahrt, die am Ende nur knapp über den Abstiegsplätzen in dem 16. Abschlusstabellenrang und dem vorzeitigen Abschied McLeishs nach nur einem Jahr mündete.
Am 2. Juni 2012 wurde Paul Lambert Trainer von Aston Villa. Am 11. Februar 2015 wurde er dann im Laufe seiner dritten Saison bei Aston wieder entlassen, nachdem der Club nach einer Niederlage gegen Hull City auf einen Abstiegsplatz der Premier League abgerutscht war. Nur drei Tage später wurde der Engländer Tim Sherwood als offizieller Nachfolger von Lambert vorgestellt. Aber der Klassenerhalt konnte im Folgejahr nicht mehr erreicht werden: am 16. April 2016 verlor Aston Villa das Auswärtsspiel gegen Manchester United mit 0:1 und stand fünf Spiele vor Saisonende als Absteiger und Tabellenletzter fest.

### Seit 2016 unter Eigentümer Tony Xia und ab Juli 2018 dem neuen Eigentümer NSWE
| Aston Villa in der EFL Championship |      |       |        |              |
| Saison                              | Liga | Platz | Punkte | Tordifferenz |
| 2016/17                             | 2    | 13/24 | 62     | −01          |
| 2017/18                             | 2    | 04/24 | 83     | +30          |
| 2018/19                             | 2    | 05/24 | 76     | +21          |
| 2019/20                             | 1    | 17/20 | 35     | −26          |
| 2020/21                             | 1    | 11/20 | 55     | +09          |
| 2021/22                             | 1    | 14/20 | 45     | −02          |
| 2022/23                             | 1    | 07/20 | 64     | +05          |
| 2023/24                             | 1    | 04/20 | 68     | +15          |
| 2024/25                             | 1    | 06/20 | 66     | +07          |

Im Juni 2016, übernahm der chinesische Geschäftsmann Tony Xia den Club für 76 Mio. Pfund. Der Schweizer Roberto Di Matteo, der zuvor den FC Schalke 04 trainiert hatte, konnte als Trainer gewonnen werden. Er wurde aber bereits Anfang Oktober nach einem schwachen Start wieder entlassen und durch Steve Bruce ersetzt. Die Saison 2016/17 beendete man auf dem 13. Platz.
Bruce führte das Team in der Saison 2017/18 auf den 4. Platz, der zur Teilnahme an den Play-off-Spielen zum Aufstieg in die Premier League berechtigte. Dort ging jedoch das Finalspiel gegen den FC Fulham mit 0:1 verloren und der Aufstieg wurde verpasst.
In der Folgesaison 2018/19 wurde Bruce nach nur einem Sieg in neun Partien entlassen. Nachfolger wurde Dean Smith, der das Team noch auf Rang 5 und somit wiederum in die Play-offs führte. Aston Villa erreichte über einen Sieg im Elfmeterschießen gegen West Bromwich Albion erneut das Finale und konnte sich diesmal mit 2:1 gegen Derby County durchsetzen. Somit war der Wiederaufstieg in die Premier League nach drei Jahren erreicht.
In der Saison 2019/20 musste sich Aston Villa zunächst in der Premier League neu orientieren, da die Leistungen nicht auf einem konstanten Niveau gehalten werden konnten. Während man im FA Cup bereits im ersten Spiel gegen den FC Fulham mit 1:2 verlor, sorgte man dafür im EFL Cup für Aufsehen. Nach einem 5:0-Sieg gegen den späteren Meister FC Liverpool erreichte Villa das Halbfinale, wo man sich auch gegen das formstarke Leicester City durchsetzte. Das Hinspiel endete hierbei mit 1:1 remis, die Villains entschieden das anschließende Rückspiel mit 2:1 für sich. Im Finale traf man schließlich auf Manchester City, doch dieses ging mit 1:2 verloren. Eine Schwächephase, in der Aston Villa zehn Ligaspiele in Folge ohne Sieg blieb, ließ den Klub aus Birmingham nochmal ordentlich um den Klassenerhalt zittern. Mit acht Punkten aus den letzten vier Spielen rettete sich Aston Villa um einen Punkt noch auf Platz 17 und schaffte so hauchdünn den Klassenerhalt.
Aston Villa kam in der Saison 2020/21 besser in die Premier League rein, schied allerdings auch früh aus den beiden Pokalwettbewerben aus. Die Spielzeit beendete man auf einem souveränen 11. Platz. In der Folgesaison 2021/22 entschied man sich nach fünf Niederlagen am Stück zur Trennung von Dean Smith, neuer Trainer wurde Steven Gerrard. Jedoch verlief die Saison weitestgehend enttäuschend, am wurde Aston Villa lediglich Vierzehnter. Da auch Gerrard langfristig nicht zu überzeugen wusste, verpflichtete man im November 2022 Unai Emery als neuen Trainer der Villains.
Die Saison 2022/23 beendete Aston Villa auf dem siebten Platz, woraufhin sich der Verein zum ersten Mal für die UEFA Europa Conference League und zum ersten Mal seit 2010 für einen europäischen Wettbewerb qualifizierte. Dabei setzte man sich in der Gruppenphase gegen Legia Warschau, AZ Alkmaar und HŠK Zrinjski Mostar durch und stieg als Gruppensieger direkt ins Achtelfinale auf. Dort traf man auf Ajax Amsterdam, das man nach einem 0:0 im Hinspiel mit 4:0 im Rückspiel schlagen konnte. Gegen den OSC Lille setzten sich die Villains mit 2:1 im Hinspiel durch, anschließend verloren sie das Rückspiel selbst mit 1:2. Aston Villa setzte sich daher erst im Elfmeterschießen durch. Im Halbfinale musste man sich schlussendlich vom Wettbewerb verabschieden, da man beide Spiele gegen Olympiakos Piräus mit 2:4 sowie 0:2 verloren hatte.
Die Saison 2023/24 beendete Aston Villa auf Platz 4 und qualifizierte sich somit erstmals seit über 40 Jahren für die UEFA Champions League und damit zum ersten Mal überhaupt seit der Reformation des Wettbewerbs im Jahr 1992. Hier schaffte es Aston Villa sogar bis ins Viertelfinale, musste sich jedoch trotz eines Sieges im Rückspiel im Gesamtergebnis gegen Paris Saint-Germain mit 4:5 geschlagen geben.

## Vereinsfarben und -wappen
Die Vereinsfarben bestehen aus einem weinroten Trikot mit himmelblauen Ärmeln, einer weißen Hose mit blauen Streifen sowie himmelblauen Stutzen mit weißen Streifen. Der Verein präsentierte diese berühmte und außergewöhnliche Farbkombination als erster Fußballverein und wurde anschließend beispielsweise von den Klubs West Ham United, FC Burnley und Scunthorpe United darin kopiert. Die anfänglichen Trikotfarben von Aston Villa bestanden aus einem vollständigen Weiß, Grau oder einer Blauschattierung; die Hosen waren entweder weiß oder schwarz. In dem späteren Zeitraum von 1877 bis 1879 trug die Mannschaft viele verschiedene Farben von vollständig weiß über blau-schwarz, rot-blau bis komplett grün. Im Jahre 1880 führte William McGregory schwarze Trikots mit einem roten Löwen auf der Brust ein. Dabei wird allgemein angenommen, dass dahinter die schottische Villa-Legende George Ramsay stand, der damit das schottische Wappentier einführte. Der Verein behielt diese Kluft in den folgenden sechs Jahren. Am Montag, dem 8. November 1886, wurde im offiziellen Vereinsprotokoll verzeichnet: „Vorgeschlagen und zugestimmt, dass die Farben in kakaobraunen und himmelblauen Hemden bestehen und dass wir zwei Dutzend bestellen. Vorgeschlagen und zugestimmt, dass Herr McGregor gebeten wird, diese zum geringsten Preis zu beschaffen“. Die Kakaofarbe wurde später in weinrot geändert.

Neues Wappen seit 2007

Es besteht wenig Klarheit, warum weinrot und blau zu den neuen Farben des Vereins erwählt wurden. Lediglich Theorien haben dazu die Zeit überstanden. Eine davon besagt, dass Vereinsfunktionäre diese während eines Treffens in der Gaststätte Barton’s Arms im Birminghamer Stadtteil Newton festlegten. Die Farbenfindung war einer der Punkte auf der Agenda. Die Offiziellen konnten sich jedoch nicht so recht entscheiden und entdeckten dann die blauen und roten Kacheln an der Wand der Lokalität. Sie übernahmen diese Farbkombination und änderten lediglich die reine rote Farbe geringfügig in weinrot. Diese Farben können bis zum heutigen Tage in der Gaststätte begutachtet werden. Eine weitere Theorie basiert darauf, dass die schottische Verbindung in der Anfangszeit des Vereins vor allem aufgrund von George Ramsay und William McGregor derart groß gewesen war, dass dies zur Übernahme der Farben des Duke of Edinburgh geführt habe.
Am 2. Mai 2007 wurde ein neues Wappen vorgestellt, das den Verein offiziell seit der Saison 2007/08 begleitet. Das neue Logo zeigt den „Lion Rampant“ auf einem hellblauen Hintergrund und einen neu hinzugefügten Stern, der den Europapokalsieg aus dem Jahr 1982 repräsentiert. Das traditionelle Motto „Prepared“ (deutsch: „Vorbereitet“) wurde beibehalten, der Vereinsname Aston Villa hingegen abgekürzt, wobei mit „AVFC“ die komplette Kurzform der Originalbezeichnung gewählt wurde. Ein „FC“ oder „Football Club“ hatte im vorigen Wappen nicht gestanden. Die Anhängerschaft des Vereins nahm das neue Logo mit gemischten Gefühlen auf. Während einige die Einfachheit und den „Retro-Look“ begrüßten, empfanden wiederum andere das Design als langweilig und kindlich, wobei vor allem die Kurzform „AVFC“ zugunsten des Komplettnamens „Aston Villa FC“ abgelehnt wurde.

## Spiel- und Trainingsstätten

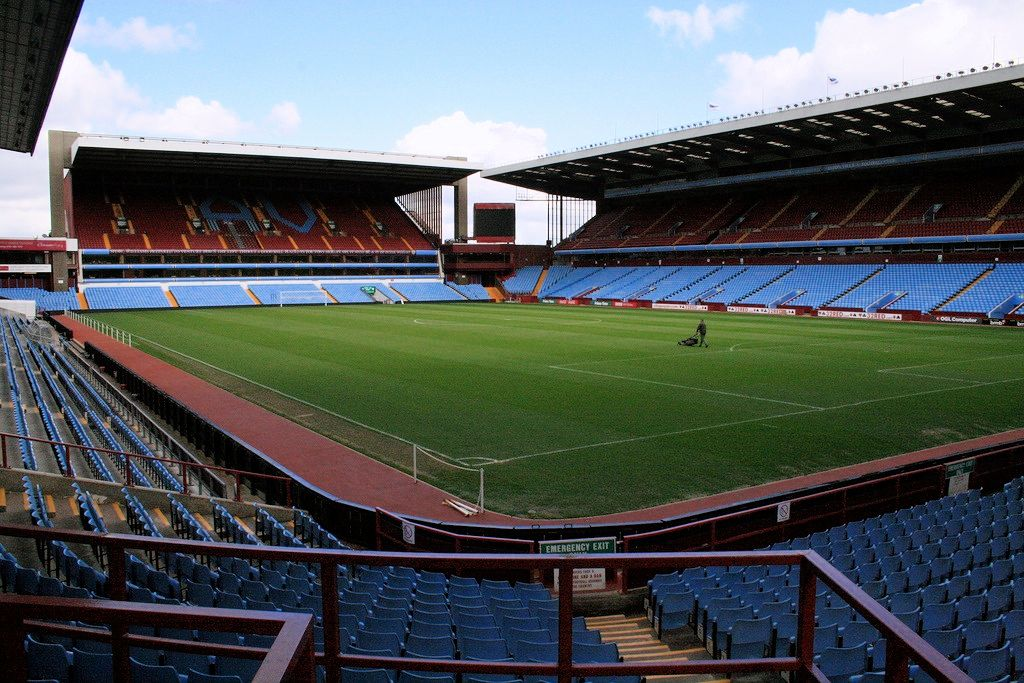
Die Innenansicht des Villa Park (2008).

Die aktuelle Heimspielstätte von Aston Villa ist der Villa Park. Das Stadion ist von der UEFA in die Kategorie 4, der höchsten Stufe, klassifiziert worden. Zuvor hatte der Klub zwischen 1874 und 1876 im Aston Park und anschließend zwischen 1876 und 1897 in Perry Barr üblicherweise seine Heimbegegnungen ausgetragen. Der Villa Park ist das größte Fußballstadion in den Midlands und die Spielstätte mit dem insgesamt achthöchsten Fassungsvermögen in England. Dort wurden zwischen 1899 und 2005 zudem 16 Länderspiele der englischen Nationalmannschaft ausgetragen. Der Villa Park war damit das erste Stadion, in dem in drei verschiedenen Jahrhunderten internationaler Fußball gespielt wurde. In 55 Spielen war der Villa Park Austragungsort eines FA-Pokalhalbfinals, das bis zum heutigen Tage (Stand: Oktober 2008) einen Rekord darstellt. Nach erteilter Baugenehmigung zum Umbau der Nordtribüne ist eine Erweiterung der Kapazität auf circa 51.000 Zuschauer geplant, was unter anderem durch das Befüllen der „Lücken“ in den beiden Ecken der Nordtribüne erreicht werden soll.
Das aktuelle Trainingsgelände befindet sich in dem kleinen Ort Bodymoor Heath, der im Norden der Grafschaft Warwickshire liegt. Das Gelände hatte der frühere Vereinsvorsitzende Doug Ellis bereits in den frühen 1970er Jahren von einem Landwirt aus der Umgebung erstanden. Zum damaligen Zeitpunkt befanden sich diese Anlagen auf dem modernsten Stand, aber zum Ende der 1990er Jahre waren sie ersichtlich in die Jahre gekommen. Im November 2005 kündigte Ellis einen 13-Millionen-Pfund-Umbau von Bodymoor in zwei Phasen an. Aufgrund finanzieller Schwierigkeiten wurde das Projekt verschoben und war noch nicht beendet, bis Randy Lerner die Eigentümerschaft am Verein übernahm und die Fertigstellung zur „Chefsache“ machte. Am 6. Mai 2007 wurde die neue Trainingsstätte eröffnet und für die Saison 2007/08 freigegeben.

## Anhängerschaft des Vereins
Mit Richard Fitzgerald äußerte ein ehemaliges Vorstandsmitglied des Vereins, dass die Anhängerschaft in seiner ethnischen Zusammensetzung „zu 98 % weiß“ sei. Diese Feststellung führte dazu, dass sich die neue Vereinsführung in den nächsten Jahren eine bessere Erschließung von Bevölkerungsminderheiten zum Ziel gesetzt hat. Mehrere Anhängerorganisationen unterstützen öffentliches Engagement in der Region, vor allem mit Hilfe der gemeinnützigen Arbeit von „Aston Pride“. Mit der Initiative „Villa in the community“ (deutsch: „Villa in der Gemeinde“) hat der Verein dabei primär junge Leute im Auge, die zur gemeinnützigen Arbeit in der Region bewegt werden sollen. Die neuen Eigentümer führten zudem Umfragen durch, um die Meinungen der eigenen Anhänger abzufragen und diese in Entscheidungsprozesse einzubinden. Dazu werden diese in jedem Quartal eingeladen, an Abstimmungen teilzunehmen und Fragen an das Präsidium zu richten.
Üblicherweise hält sich das britische Königshaus mit der Preisgabe persönlicher Vorlieben für konkrete Vereine zurück und bleibt neutral. Prince William, der Präsident des englischen Fußballverbandes bekennt sich jedoch zu seiner Fanliebe für Aston Villa und ist auch wiederholt privat Gast bei Spielen.
Wie viele englische Fußballvereine hatte auch Aston Villa mit einer Reihe von Hooliganorganisationen („Firmen“) zu kämpfen. Zu diesen zählten „Villa Youth“, „Steamers“, „Villa Hardcore“ und die „C-Crew“, die in den 1970er und 1980er Jahren sehr aktiv waren. Wie im gesamten englischen Fußball haben sich die gewalttätigen Anhängerteile zwar in der jüngeren Vergangenheit deutlich verkleinert, aber im Jahr 2004 kam ein Ordner zu Tode, als sich mehrere Villa-„Firms“ eine Schlägerei mit Hooligans der Queens Park Rangers lieferten. Der Großteil der Anhängergruppen ist heute in einer Reihe von einheimischen Fanklubs organisiert. Dazu zählt in erster Linie der offizielle „Supporters Club“ des Vereins selbst, der wiederum über kleinere regionale und internationale Zweigstellen verfügt. Es existierte zudem eine Reihe von unabhängigen Anhängervereinigungen während der Amtszeit von Doug Ellis, die sich größtenteils nach seinem Rückzug auflösten. Die Fanklubs veröffentlichen außerdem Zeitschriften zum Vereinsgeschehen („Fanzines“), darunter „Heroes and Villains“ und „Holtenders in the sky“, dessen Name einem populären Gesang auf der Südtribüne des Villa Parks, dem Holte End, entstammt.
Der Stadtrivale von Aston Villa ist Birmingham City. Die Spiele der beiden Vereine gegeneinander sind als „Second City Derby“ bekannt. Außerdem existieren lokale und weniger brisante Duelle gegen Coventry City, West Bromwich Albion und die Wolverhampton Wanderers. Gemeinsam mit dem FC Walsall werden diese Vereine auch als die „Big Six“ der West Midlands bezeichnet. In historischer Hinsicht war jedoch West Bromwich Albion, wie auch eine Umfrage unter den Anhängern im Jahr 2003 bestätigte, einer der größten Rivalen von Aston Villa im englischen Fußball überhaupt. Beide Vereine duellierten sich im ausgehenden 19. Jahrhundert in drei FA-Pokalendspielen. In der Premier-League-Saison 2010/11 stehen sich nach dem Aufstieg von West Bromwich Albion mit Aston Villa, den Wolverhampton Wanderers, Birmingham City und „WBA“ vier Klubs aus den West Midlands gegenüber.

## Eigentümerschaft/Finanzen
Die ersten Anteile gab die 1896 ins Leben gerufene „Aston Villa FC plc“ aus, primär um der größer werdenden Anzahl von Profivereinen und -spielern gerecht zu werden. Mit der Ausgabe der Anteile sollten Investoren angelockt und so der Handel von Spielern zwischen den Klubs erleichtert werden. Dieses Modell herrschte bis weit in das 20. Jahrhundert hinein vor, bis schließlich Doug Ellis in den 1960er Jahren einen Großteil der Anteile aufkaufte. Er war Vorsitzender und Aktionär des Vereins zwischen 1968 und 1975; während seiner zweiten Amtszeit zwischen 1982 und 2006 war er Mehrheitsaktionär. Nach dem Börsengang wurde die Aston Villa FC plc fast zehn Jahre an der London Stock Exchange gehandelt, bis der Verein im Jahr 2006 öffentlich bekannte, Übernahmeangebote von zahlreichen Konsortien und Einzelpersonen zu haben.
Am 14. August 2006 äußerte Aston Villa erstmals öffentlich, dass mit Randy Lerner, dem Besitzer des NFL-Vereins Cleveland Browns, eine Übereinkunft für eine Übernahme für 62,6 Millionen britische Pfund getroffen wurde. Eine Stellungnahme an die London Stock Exchange am 25. August 2006 bestätigte offiziell, dass sich Lerner 59,69 % der Anteile der Aston Villa plc gesichert hatte und somit nun Mehrheitsaktionär sei. Gleichzeitig ernannte sich Lerner selbst zum neuen Vorsitzenden des Klubs. In Ellis letztem Amtsjahr hatte Aston Villa zuvor einen Vorsteuerverlust in Höhe von 8,2 Millionen Pfund erwirtschaftet und damit das Minus primär aufgrund eines Einnahmerückgangs von 51,6 auf 49 Millionen Pfund noch einmal um 5,2 Millionen Pfund vergrößert. Die vollständige Kontrolle übernahm Randy Lerner am 18. September 2006, nachdem er seine Anteile auf 89,69 % erhöht hatte. Es folgte einen Tag später der Rücktritt von Doug Ellis und des gesamten Vorstands, den wiederum Lerner umgehend mit „eigenen Leuten“ neu besetzte und selbst anführte.
Die Wirtschaftsprüfungsgesellschaft Deloitte reihte Aston Villa im Jahr 2011 aufgrund der Umsatzerlöse in Höhe von 109,4 Millionen Euro in der zurückliegenden Saison 2009/10 in seiner Rangliste „Football Money League“ auf dem 20. Platz ein.

## Aston Villa in der Popkultur

### Im Fernsehen
In der britischen Sitcom Porridge war der von Richard Beckinsale gespielte Charakter Lennie Godber bekennender Anhänger von Aston Villa.
Auch in der ersten Folge der Serie Yes Minister entschuldigte sich der soeben zum „Minister für Verwaltungsangelegenheiten“ bestimmte Jim Hacker für den restlichen Tag damit, dass er das Spiel von Aston Villa sehen musste. In einer späteren Episode startete er eine Kampagne, die die Rettung seiner einheimischen Mannschaft, der fiktionalen „Aston Wanderers“, zum Ziel hatte.
In mehreren Szenen der britischen Sketch-Sendung The Fast Show trug der Villa-Anhänger Mark Williams vor allem bei rüpelhaftem Verhalten ein Trikot des Lokalrivalen Birmingham City.
Für die britische Comedyserie Dad’s Army wählte Ian Lavender als Anhänger von Aston Villa für den von ihm dargestellten Gefreiten Frank Pike einen weinrot-blauen Schal.

### In der Literatur
Der Roman „Oi, Ref“ von Joseph Gallivan handelt von einem Schiedsrichter, der als Anhänger von Aston Villa das FA-Pokalhalbfinale manipuliert.
In der von Derek Robinson verfassten Novelle „Goshawk Squadron“ ist Stanley Woolley Fan von Aston Villa, der eine Vorkriegsstartelf benennt.
Gemeinsam mit der Spielstätte The Oval wird außerdem der Villa Park in einem Gedicht von Philip Larkin über den Ersten Weltkrieg (Philip Larkin, MCMXIV) zitiert.

## Erfolge
- 7-mal Gewinner der Englischen Meisterschaft: 1894, 1896, 1897, 1899, 1900, 1910 und 1981
- 7-mal Gewinner des Englischen Pokals (FA Cup): 1887, 1895, 1897, 1905, 1913, 1920 und 1957
- 5-mal Gewinner des Englischen Ligapokals (League Cup): 1961, 1975, 1977, 1994 und 1996
- 1-mal Gewinner des Englischen „Superpokals“ (Charity Shield): 1981 (geteilt)
- 1-mal Gewinner des Europapokals der Landesmeister: 1982
- 1-mal Gewinner des  Europäischen Superpokals: 1982
- 1-mal Gewinner des  UEFA Intertoto Pokals (UI Cup): 2001
- 1-mal Gewinner des  Peace Cup (Peace Cup): 2009

## Trainerchronik
Stand: 21. Oktober 2022. Nur offizielle Spiele und als dauerhaft beschäftigte Trainer wurden berücksichtigt.

| Name              | Nationalität | von            | bis            | Spiele | Siege | Niederlagen | Unentschieden | Siege in % |
| ----------------- | ------------ | -------------- | -------------- | ------ | ----- | ----------- | ------------- | ---------- |
| George Ramsay     | Schottland   | August 1884    | Mai 1926       | 1.327  | 658   | 414         | 255           | 48,59      |
| W. J. Smith       | England      | August 1926    | Mai 1934       | 364    | 175   | 122         | 67            | 48,08      |
| Jimmy McMullan    | Schottland   | Juni 1934      | Oktober 1936   | 55     | 17    | 23          | 15            | 30,90      |
| Jimmy Hogan       | England      | November 1936  | September 1939 | 124    | 57    | 41          | 26            | 45,97      |
| Alex Massie       | Schottland   | August 1945    | August 1950    | 189    | 76    | 67          | 46            | 40,21      |
| George Martin     | England      | Dezember 1950  | August 1953    | 119    | 47    | 42          | 30            | 39,50      |
| Eric Houghton     | England      | September 1953 | November 1958  | 250    | 88    | 97          | 65            | 35,20      |
| Joe Mercer        | England      | Dezember 1958  | Juli 1964      | 282    | 120   | 99          | 63            | 42,55      |
| Dick Taylor       | England      | Juli 1964      | Mai 1967       | 144    | 51    | 71          | 22            | 35,42      |
| Tommy Cummings    | England      | Juli 1967      | November 1968  | 62     | 18    | 30          | 14            | 29,03      |
| Tommy Docherty    | Schottland   | Dezember 1968  | Januar 1970    | 46     | 13    | 17          | 16            | 28,26      |
| Vic Crowe         | Wales        | Januar 1970    | Mai 1974       | 199    | 88    | 56          | 55            | 44,22      |
| Ron Saunders      | England      | Juni 1974      | Februar 1982   | 353    | 157   | 98          | 98            | 44,76      |
| Tony Barton       | England      | Februar 1982   | Juni 1984      | 130    | 58    | 48          | 24            | 44,62      |
| Graham Turner     | England      | Juli 1984      | September 1986 | 105    | 33    | 43          | 29            | 31,42      |
| Billy McNeill     | Schottland   | September 1986 | Mai 1987       | 41     | 9     | 17          | 15            | 21,95      |
| Graham Taylor     | England      | Mai 1987       | Juli 1990      | 142    | 65    | 42          | 35            | 45,77      |
| Jozef Vengloš     | Tschechien   | Juli 1990      | Mai 1991       | 49     | 16    | 18          | 15            | 32,65      |
| Ron Atkinson      | England      | Juli 1991      | November 1994  | 178    | 77    | 56          | 45            | 43,25      |
| Brian Little      | England      | November 1994  | Februar 1998   | 164    | 68    | 51          | 45            | 41,46      |
| John Gregory      | England      | Februar 1998   | Januar 2002    | 190    | 82    | 56          | 52            | 43,15      |
| Graham Taylor     | England      | Februar 2002   | Mai 2003       | 60     | 19    | 27          | 14            | 31,66      |
| David O’Leary     | Irland       | Mai 2003       | Juli 2006      | 131    | 47    | 49          | 35            | 35,88      |
| Martin O’Neill    | Nordirland   | August 2006    | August 2010    | 190    | 80    | 50          | 60            | 42,11      |
| Kevin MacDonald   | Schottland   | August 2010    | September 2010 | 7      | 2     | 3           | 2             | 28,57      |
| Gérard Houllier   | Frankreich   | August 2010    | Juni 2011      | 39     | 14    | 14          | 11            | 35,90      |
| Alex McLeish      | Schottland   | Juni 2011      | Mai 2012       | 42     | 9     | 16          | 17            | 21,43      |
| Paul Lambert      | Schottland   | Juni 2012      | Februar 2015   | 115    | 34    | 55          | 26            | 29,57      |
| Tim Sherwood      | England      | Februar 2015   | Oktober 2015   | 28     | 10    | 16          | 2             | 35,71      |
| Rémi Garde        | Frankreich   | November 2015  | März 2016      | 23     | 3     | 13          | 7             | 13,04      |
| Roberto Di Matteo | Italien      | Juni 2016      | Oktober 2016   | 12     | 1     | 4           | 7             | 08,33      |
| Steve Bruce       | England      | Oktober 2016   | Oktober 2018   | 102    | 46    | 31          | 25            | 45,10      |
| Dean Smith        | England      | Oktober 2018   | November 2021  | 139    | 55    | 28          | 56            | 39,57      |
| Steven Gerrard    | England      | November 2021  | Oktober 2022   | 40     | 13    | 19          | 8             | 32,5       |

## Kader der Saison 2024/25
Stand: 25. April 2025
| Nr.        | Nat.        | Name              | Geburtstag | im Verein seit |     |     |
| Tor        | Tor         | Tor               | Tor        | Tor            | Tor | Tor |
| ---------- | ----------- | ----------------- | ---------- | -------------- | --- | --- |
| 23         | Argentinien | Emiliano Martínez | 02.09.1992 | 2020           |     |     |
| 25         | Schweden    | Robin Olsen       | 08.01.1990 | 2022           |     |     |
| 48         | Polen       | Oliwier Zych      | 28.06.2004 | 2022           |     |     |
| Abwehr     |             |                   |            |                |     |     |
| 02         | Polen       | Matty Cash        | 07.08.1997 | 2020           |     |     |
| 03         | Frankreich  | Axel Disasi       | 11.03.1998 | 2025           |     |     |
| 04         | England     | Ezri Konsa        | 23.10.1997 | 2019           |     |     |
| 05         | England     | Tyrone Mings      | 13.03.1993 | 2019           |     |     |
| 12         | Frankreich  | Lucas Digne       | 20.07.1993 | 2022           |     |     |
| 14         | Spanien     | Pau Torres        | 16.01.1997 | 2023           |     |     |
| 16         | Spanien     | Andrés García     | 07.02.2003 | 2025           |     |     |
| 22         | Niederlande | Ian Maatsen       | 10.03.2002 | 2024           |     |     |
| 26         | Niederlande | Lamare Bogarde    | 05.01.2004 | 2024           |     |     |
| 30         | England     | Kortney Hause     | 16.07.1995 | 2023           |     |     |
| Mittelfeld |             |                   |            |                |     |     |
| 06         | England     | Ross Barkley      | 05.12.1993 | 2024           |     |     |
| 07         | Schottland  | John McGinn       | 18.10.1994 | 2018           |     |     |
| 08         | Belgien     | Youri Tielemans   | 07.05.1997 | 2023           |     |     |
| 17         | Niederlande | Donyell Malen     | 19.01.1999 | 2025           |     |     |
| 21         | Spanien     | Marco Asensio     | 21.01.1996 | 2025           |     |     |
| 24         | Belgien     | Amadou Onana      | 16.08.2001 | 2024           |     |     |
| 27         | England     | Morgan Rogers     | 26.07.2002 | 2024           |     |     |
| 31         | Jamaika     | Leon Bailey       | 09.08.1997 | 2021           |     |     |
| 41         | England     | Jacob Ramsey      | 28.05.2001 | 2019           |     |     |
| 44         | Frankreich  | Boubacar Kamara   | 23.11.1999 | 2022           |     |     |
| Sturm      |             |                   |            |                |     |     |
| 09         | England     | Marcus Rashford   | 31.10.1997 | 2025           |     |     |
| 11         | England     | Ollie Watkins     | 30.12.1995 | 2020           |     |     |

## „Aston Villa Academy“
Die „Aston Villa Academy“ wurde 1997 gegründet und bezeichnet die Jugendabteilung des Vereins. Sie betreut junge Talente im Alter von neun bis 18 Jahren und umfasst unter anderem eine U-18-Auswahl, die zuletzt in der Saison 2007/08 in der Gruppe B der FA Premier Academy League antrat und nach Siegen gegen die Nachwuchsteams des FC Arsenal und Manchester City die Akademiemeisterschaft gewann. Zuvor hatte die U-17-Mannschaft von Aston Villa im Jahr 2004 die englische Meisterschaft gewonnen. Für weitere Erfolge der Jugendarbeit von Aston Villa stehen drei Titel im FA Youth Cup in den Jahren 1972, 1980 und 2002.
Verantwortlich für die Nachwuchsabteilung zeichnen sich die beiden Trainer Gordon Cowans und Tony McAndrew.

### Erfolge
- 3-mal Gewinner des FA Youth Cups: 1972, 1980 und 2002
- 1-mal Meister der FA Premier Academy League U17s: 2004
- 1-mal Meister der FA Premier Academy League U18s: 2008

### Spiel- und Trainingsstätten
Die Heimspiele werden am Wochenende in Bodymoor Heath ausgetragen, wo gleichzeitig unter der Woche die Trainingseinheiten absolviert werden.

### Bekannte Absolventen
Zu den Absolventen der Aston Villa Academy, denen später der Sprung in den Profibereich gelang, zählen unter anderem Gabriel Agbonlahor, Gareth Barry, Jon Bewers, Gary Cahill, Stephen Cooke, Steven Davis, Rob Edwards, Craig Gardner, Thomas Hitzlsperger, Luke Moore, Stefan Moore, Isaiah Osbourne, Liam Ridgewell, Jlloyd Samuel, Peter Whittingham, Darius Vassell und Jack Grealish.

## „Aston Villa Reserves“ und „Scouting“
Mit „Aston Villa Reserves“ wird die zweite Mannschaft von Aston Villa bezeichnet. Sie nimmt seit der Gründung der Premier Reserve League im Jahr 1999 an dieser Liga teil und hat bis heute drei Titel der Süddivision errungen (2008, 2009, 2010). Die Heimspiele absolviert das Team im Herbst und im Frühling im Villa Park und nur in der Wintermonaten nutzt die Mannschaft das naheliegende Bescot Stadium, das normalerweise den FC Walsall beheimatet. Wie bei der erfolgreichen Jugendarbeit, konnte auch das Reserveteam in den vergangenen Jahren Titel sammeln und war vor dem ersten Erfolg in der Südstaffel im Jahr 2008 vier Jahre zuvor in der Norddivision der Premier Reserve League siegreich. Die Mannschaft belegt regelmäßig einen der vorderen Plätze und hat sich als Sprungbrett für Spieler entwickelt, die nur sporadisch oder noch gar nicht in der ersten Mannschaft zum Einsatz gekommen sind. Momentan trainiert Kevin MacDonald die „Reserves“, aber auch die beiden Jugendtrainer Gordon Cowans und Tony McAndrew besitzen jeweils einen großen Einfluss, da die Spieler zumeist zwischen 16 und 19 Jahre sind und eine deutliche Priorität in der Entwicklung dieser Spieler liegt. Daneben liegen weitere Schwerpunkte bei den Spielern, die sich zwar innerhalb des Profikaders befinden, aber zur jeweiligen Zeit in Spielen der ersten Mannschaft unberücksichtigt bleiben und bei Akteuren, die nach einer Verletzungspause Spielpraxis benötigen.

### Geschichte
Die Spuren der Reservemannschaft gehen bis ins Jahr 1892 zurück, als eine zweite Mannschaft der „Birmingham & District League“ beitrat. Nach zwei Vizemeisterschaften in den ersten beiden Spielzeiten konnten die Ersatzspieler erstmals in der Saison 1894/95 dort einen Titel gewinnen. Dabei hatte die Mannschaft 26 von 30 Spielen siegreich gestaltet und nur eine Niederlage hingenommen. Auch in der Folgezeit war das Team außerordentlich erfolgreich und gewann zwischen 1903 und 1910 acht Meisterschaften in Serie. Als die „Villa Reserves“ schließlich 1915 die Birmingham & District League verließen, hatten sie zwölf Titel und sechs Vizemeisterschaften angesammelt.
Aston Villa war Gründungsmitglied der zur Saison 1999/00 ins Leben gerufenen Premier Reserve League und trat fortan in der Nordstaffel der Liga an. Die ersten drei Spielzeiten vergingen ohne Erfolge für die Villans, bevor dann die Mannschaft mit dem Bruderpaar Stefan Moore und Luke Moore in der Saison 2003/04 den Titel gewann. In den beiden folgenden Jahren belegten die Reserves jeweils hinter den Ersatzspielern von Manchester United den zweiten Rang. Als die FA Premier Reserve League zur Spielzeit 2006/07 umgebaut wurde und nun nur noch Mannschaften zugelassen waren, deren Profiabteilungen in der Premier League aktiv waren, wechselten die Aston Villa Reserves in die Süddivision. Nach einem vierten Platz in der ersten Südstaffel-Saison gewann das Team in der Spielzeit 2007/08 erstmals auch dort den Titel. Nachdem man im darauffolgenden Endspiel gegen Nordmeister Liverpool Reserves mit 0:3 gescheitert war, gelang 2009 erstmals der „große Wurf“, als die Sunderland Reserves mit 3:1 besiegt wurden.
Aston Villa besitzt zudem ein Scouting-System, für das seit September 2006 Ian Storey-Moore – ein ehemaliger Spieler von Nottingham Forest und Manchester United in den 1960er und frühen 1970er Jahren – verantwortlich ist.

### Erfolge
- 12-mal Meister der „Birmingham & District League“: 1895, 1896, 1900, 1903, 1904, 1905, 1906, 1907, 1908, 1909, 1910 und 1912
- 19-mal Gewinner des „Birmingham Senior Cups“: 1880, 1882, 1883, 1884, 1885, 1888, 1889, 1890, 1891, 1896, 1899, 1903, 1904, 1906, 1908, 1909, 1910, 1912 und, 1985[83]
- 1-mal Meister der Premier Reserve League: 2009
- 1-mal Meister der FA Premier Reserve League North: 2004
- 2-mal Meister der FA Premier Reserve League South: 2008, 2009, 2010
- 1-mal Gewinner des Premier League Cups: 2018

## Frauenfußball: Aston Villa WFC
Der „Aston Villa Women Football Club“ ist die Frauenfußballabteilung des Aston Villa Football Clubs. Die Mannschaft spielt aktuell in der FA Women’s Super League und damit in der höchsten englischen Frauenfußballliga. Der ursprüngliche Name des Teams war seit 1973 der FC Solihull („Solihull Football Club“). Als sich Aston Villa 1989 zur Gründung einer Frauenfußballabteilung nach einer existierenden Frauenmannschaft umschaute, meldete sich der FC Solihull. Den Namen der Villans übernahm das Team jedoch erst im Jahr 1996 offiziell. Als größter Erfolg gilt bis dato der Aufstieg in die FA Women’s Premier League zwei Jahre später.
Neben der ersten Mannschaft beherbergt der Verein auch ein Frauen-Reserveteam, das in der „Northern Premier Reserve League Division 2“ aktiv ist. Darüber hinaus unterhält die Frauenabteilung Nachwuchsmannschaften, namentlich eine U-10-, U-12-, U-14- und eine U-16-Auswahl, die allesamt innerhalb des „Centre of Excellence“ ausgebildet werden.

## Statistiken und Rekorde

### Spieler mit den meisten Einsätzen
Hinweis: nur offizielle Wettkämpfe inklusive Einwechslungen. Die Angaben in Klammern stehen für die Einwechslungen als Ersatzspieler. Unter „Sonstige“ werden weitere Pflichtspiele im Europapokal oder in der Charity/Community Shield gelistet.
| #  | Name            | Zeitraum                            | Liga     | FA-Pokal | Ligapokal | Sonstige | Summe    |
| -- | --------------- | ----------------------------------- | -------- | -------- | --------- | -------- | -------- |
| 1  | Charlie Aitken  | von 1959 bis 1976                   | 559 (2)  | 34 (1)   | 61 (0)    | 3 (0)    | 657 (3)  |
| 2  | Billy Walker    | von 1919 bis 1934                   | 478 (0)  | 53 (0)   | 0 (0)     | 0 (0)    | 531 (0)  |
| 3  | Gordon Cowans   | von 1970 bis 1985 von 1988 bis 1991 | 399 (15) | 8 (1)    | 40 (4)    | 39 (2)   | 506 (22) |
| 4  | Joseph Bache    | von 1900 bis 1915                   | 431 (0)  | 42 (0)   | 0 (0)     | 1 (0)    | 474 (0)  |
| 5  | Allan Evans     | von 1977 bis 1989                   | 374 (6)  | 26 (0)   | 42 (1)    | 24 (0)   | 466 (7)  |
| 6  | Nigel Spink     | von 1979 bis 1996                   | 357 (4)  | 28 (0)   | 45 (0)    | 19 (1)   | 449 (5)  |
| 7  | Tommy Smart     | von 1919 bis 1933                   | 405 (0)  | 47 (0)   | 0 (0)     | 0 (0)    | 452 (0)  |
| 8  | Gareth Barry    | von 1997 bis 2009                   | 365 (41) | 21 (3)   | 29 (4)    | 26 (4)   | 441 (52) |
| 9  | Johnny Dixon    | von 1945 bis 1961                   | 392 (0)  | 38 (0)   | 0 (0)     | 0 (0)    | 430 (0)  |
| 10 | Dennis Mortimer | von 1975 bis 1985                   | 315 (1)  | 21 (0)   | 38 (0)    | 30 (0)   | 404 (1)  |

### Spieler mit den meisten Toren
Hinweis: nur offizielle Wettkämpfe – Die Angaben in Klammern stehen für Anzahl der Einsätze (inklusive Einwechslungen). Unter „Sonstige“ werden weitere Pflichtspiele im Europapokal oder in der Charity und Community Shield gelistet.
| #  | Name            | Zeitraum          | Liga      | FA-Pokal | Ligapokal | Sonstige | Summe     |
| -- | --------------- | ----------------- | --------- | -------- | --------- | -------- | --------- |
| 1  | Billy Walker    | von 1919 bis 1933 | 214 (478) | 30 (53)  | 0 (0)     | 0 (0)    | 244 (531) |
| 2  | Harry Hampton   | von 1904 bis 1920 | 215 (339) | 27 (34)  | 0 (0)     | 0 (0)    | 242 (373) |
| 3  | John Devey      | von 1891 bis 1902 | 169 (268) | 18 (38)  | 0 (0)     | 0 (2)    | 187 (308) |
| 4  | Joseph Bache    | von 1900 bis 1914 | 168 (431) | 17 (42)  | 0 (0)     | 0 (1)    | 185 (474) |
| 5  | Eric Houghton   | von 1927 bis 1946 | 160 (361) | 10 (31)  | 0 (0)     | 0 (0)    | 170 (392) |
| 6  | Tom Waring      | von 1928 bis 1935 | 159 (216) | 8 (10)   | 0 (0)     | 0 (0)    | 167 (226) |
| 7  | Johnny Dixon    | von 1945 bis 1961 | 132 (392) | 12 (38)  | 0 (0)     | 0 (0)    | 144 (430) |
| 8  | Peter McParland | von 1952 bis 1962 | 97 (293)  | 19 (36)  | 4 (11)    | 0 (1)    | 120 (341) |
| 9  | Billy Garraty   | von 1897 bis 1908 | 96 (224)  | 15 (31)  | 0 (0)     | 1 (3)    | 112 (258) |
| 10 | Dai Astley      | von 1931 bis 1936 | 92 (165)  | 8 (8)    | 0 (0)     | 0 (0)    | 100 (173) |
| 10 | Len Capewell    | von 1921 bis 1930 | 88 (143)  | 12 (13)  | 0 (0)     | 0 (0)    | 100 (156) |

### Vereinsrekorde

#### Tore
- Die meisten in einer Saison erzielten Meisterschaftstore – 128 in 42 Spielen, First Division, Saison 1930/31

#### Spiele
- Debüts
  - Erstes Spiel – 1874 1:0 Freundschaftsspiel gegen Aston Brook St Mary’s
  - Erstes Meisterschaftsspiel – am 8. September 1888 1:1 gegen die Wolverhampton Wanderers
  - Erstes FA-Pokalspiel – am 13. Dezember 1879 1:1 gegen Stafford Road Works
  - Erstes Ligapokalspiel – 1960 4:1 gegen Huddersfield Town
- Rekordsiege
  - Höchster Meisterschaftssieg – 12:2 am 12. März 1892 im Heimspiel gegen den FC Accrington in der Football League
  - Höchster Sieg im FA-Pokal – 13:0 im Oktober 1886 im Heimspiel gegen Wednesbury Old Athletic
  - Höchster Premier-League-Sieg – 7:1 1995 im Heimspiel gegen den FC Wimbledon
- Rekordniederlagen
  - Höchste Meisterschaftsniederlagen – 0:7 in Auswärtsspielen gegen die Blackburn Rovers und den FC Everton in der Saison 1889/90, sowie daheim am 19. Oktober 1935 gegen West Bromwich Albion und zweimal bei Manchester United am 8. März 1950 und am 24. Oktober 1964
  - Höchste Heimniederlage – 0:7 am 19. Oktober 1935 gegen West Bromwich Albion
  - Höchste Niederlage im FA-Pokal – in der 3. Runde 1:8 im Auswärtsspiel gegen die Blackburn Rovers
  - Höchste Premier-League-Niederlage – 0:8 im Auswärtsspiel gegen den FC Chelsea (2012)
- Zuschauerrekorde
  - Höchste Zuschauerzahl bei einem Heimspiel – 76.588 am 2. März 1946 im Villa Park gegen Derby County in der sechsten Runde des FA-Pokals
  - Höchste Zuschauerzahl in einem Premier-League-Heimspiel – 42.640 am 11. August 2007 gegen den FC Liverpool in der Saison 2007/08

### Sonstige Spielerrekorde

#### Individuelle Vereinsrekorde
- Jüngster eingesetzter Spieler – Jimmy Brown im Alter von 15 Jahren und 349 Tagen gegen die Bolton Wanderers am 17. September 1969
- Ältester eingesetzter Spieler – Brad Friedel im Alter von 40 Jahren und 4 Tagen gegen den FC Liverpool am 22. Mai 2011
- Die meisten Tore in einer Saison – 50 erzielt von Tom „Pongo“ Waring in der Saison 1930/31
- Die meisten Meisterschaftstore in einer Saison – 49 erzielt von Tom „Pongo“ Waring in der Saison 1930/31

#### Länderspiele
- Erster (englischer) Nationalspieler – Arthur Alfred Brown und Howard Vaughton gegen Irland am 18. Februar 1882
- Rekordnationalspieler – Paul McGrath bestritt 51 Einsätze für Irland während seiner Zeit bei Aston Villa
- Rekordnationalspieler für England – Gareth Southgate mit 42 Einsätzen während seiner Zeit bei Aston Villa
- Erster Teilnehmer an einer Fußballweltmeisterschaft – Peter McParland für Nordirland gegen die Tschechoslowakei am 8. Juni 1958
- Erster Teilnehmer an einer Fußball-Europameisterschaft – Tony Daley für England gegen Dänemark am 11. Juni 1992

### Zuschauerschnitt seit der Saison 1975/76
Den höchsten Zuschauerschnitt im Villa Park in der ersten englischen Liga seit 1976 verbuchte Aston Villa in der Saison 2007/08. Die niedrigste Zahl stammt aus der Spielzeit 1985/86. 1992 löste die Premier League die First Division als höchste englische Liga ab.
- 1975/76: 38.468 (First Division)
- 1976/77: 37.904 (First Division)
- 1977/78: 35.432 (First Division)
- 1978/79: 32.838 (First Division)
- 1979/80: 27.959 (First Division)
- 1980/81: 33.355 (First Division)
- 1981/82: 26.764 (First Division)
- 1982/83: 23.748 (First Division)
- 1983/84: 21.245 (First Division)
- 1984/85: 18.318 (First Division)
- 1985/86: 15.218 (First Division)
- 1986/87: 18.172 (First Division)
- 1987/88: 18.342 (Second Division)
- 1988/89: 22.800 (First Division)
- 1989/90: 25.535 (First Division)
- 1990/91: 25.663 (First Division)
- 1991/92: 24.811 (First Division)
- 1992/93: 29.594 (Premier League)
- 1993/94: 29.015 (Premier League)
- 1994/95: 29.756 (Premier League)
- 1995/96: 32.772 (Premier League)
- 1996/97: 36.027 (Premier League)
- 1997/98: 36.136 (Premier League)
- 1998/99: 36.937 (Premier League)
- 1999/2000: 31.697 (Premier League)
- 2000/01: 31.523 (Premier League)
- 2001/02: 35.012 (Premier League)
- 2002/03: 34.975 (Premier League)
- 2003/04: 36.622 (Premier League)
- 2004/05: 37.354 (Premier League)
- 2005/06: 34.112 (Premier League)
- 2006/07: 36.214 (Premier League)
- 2007/08: 40.029 (Premier League)
- 2008/09: 39.812 (Premier League)
- 2009/10: 38.573 (Premier League)
- 2010/11: 37.194 (Premier League)
- 2011/12: 33.873 (Premier League)
- 2012/13: 35.060 (Premier League)
- 2013/14: 36.081 (Premier League)
- 2014/15: 34.133 (Premier League)
- 2015/16: 33.690 (Premier League)
- 2016/17: 32.107 (EFL Championship)
- 2017/18: 32.097 (EFL Championship)
- 2018/19: 36.029 (EFL Championship)

## Bekannte Spieler
Die Anhänger wählten zwölf Spieler in die „Aston Villa Hall of Fame“. Im Mai 2013 wurde Stilian Petrow nach seinem Karriereende in die Hall of Fame hinzugefügt.
| - William McGregor - George Ramsay - Trevor Ford - Eric Houghton - Peter McParland - Charlie Aitken - Brian Little | - Ron Saunders - Peter Withe - Dennis Mortimer - Gordon Cowans - Paul McGrath - Stilian Petrow |

- Alisha Lehmann

Folgende Aston-Villa-Spieler sind zudem Teil der „Football League 100 Legends“, die 1998 anlässlich der 100. Saison von der Football League geehrt wurden:
- Danny Blanchflower
- Trevor Ford
- Archie Hunter
- Sam Hardy
- Paul McGrath
- Peter Schmeichel
- Clem Stephenson